# Гранат звичайний
Гранат звичайний (Punica granatum) — вид рослин із роду гранат родини дербенникових з їстівними плодами.

## Опис

### Класифікація
Гранат звичайний є одним із двох видів роду гранат родини дербенникових. Уперше цей вид класифікував Карл Лінней у XVIII столітті як Punica granatum.
Плід граната класифікують як фрукт, соковитий, багатокістянка.

### Плід
На одному гранатовому дереві протягом урожайного сезону виростає до 200 гранатових плодів масою до 0.5 кг кожен. Зверху плоди покриті шкіркою, товщина якої становить до 3 мм. Під шкіркою червоного забарвлення, насиченою дубильними речовинами, міститься велика кількість зернинок. Ці зернини зверху мають шар м'якоті, а всередині невелика кістянка. Саме цю м'якоть із кістянкою усередині люди споживають як харчовий продукт. Гранатовий плід має діаметр до 12 см, діаметр кожної зернини всередині — від 1,2 мм до 5 мм. Загалом у великому фрукті граната може бути до 600 зернинок. Колір зернинок від блідо-рожевого до яскраво-червоного, залежно від освітлюваності гранатника та від спілості плоду. Між рядами зернинок розміщені вузькі переділки із гладкої шкірки білого кольору. За формою плід круглий, з випуклиною завдовжки до 3 см, товщиною до 2 см, що утворилась внаслідок запилення й зав'язі плоду.
На смак достиглий плід солодкий, насичений глюкозою та фруктозою та багатьма вітамінами. Недоспілий плід має терпкий, кислий смак, зернинки забарвлені в блідо-рожевий або білий колір. Після тривалого утримання граната в несприятливих умовах або внаслідок скисання плоду верхня шкірка чорніє, а зернини стають коричневими, м'якшають, набувають неприємного запаху, починають бродити.

### Дерево
Гранатове дерево виростає до 7 метрів заввишки й доживає до 20 років. На всіх територіях популяції гранатів є відстань між деревами від одного метра, оскільки дерево потребує великої кількості світла, а за нестачі світла припиняється цвітіння. Гілка гранатового дерева досягає до 20 см, тонші гілки вкриті голочками, деревина невеликої міцності. Листочки яскраво-зеленого забарвлення, до 8 см довжини, до 2 см ширини. Листки прості, жилкування листків сітчасте, листкорозміщення кільчасте: до 6 листків на одному рівні.
У південній півкулі дозрівання плодів триває з березня до травня, а у північній  — з вересня і аж до січня.

### Вітаміни і застосування
| Назва вітаміну | Кількість у % | Користь, застосування                                                                  |
| -------------- | ------------- | -------------------------------------------------------------------------------------- |
| Вітамін С      | 16 %          | Зміцнює імунну систему, кістки, розщеплює холестерин у печінці.                        |
| Вітамін В5     | 9 %           | Запобігає дерматитам, невритам, загальним розладам, сприяє обміну речовин.             |
| Вітамін К      | 9 %           | Сприяє обміну речовин у кістках і здоровій роботі нирок, забезпечує рівень коагуляції. |
| Вітамін Е      | 5 %           | Запобігає анемії; необхідний для вагітних жінок.                                       |
| Калій          | 11 %          | Сприяє відновленню пошкоджених губ, збагачує еритроцити.                               |
| Мідь           | 5 %           | Сприяє утворенню плазми у крові.                                                       |

### Поширення
Природна зона поширення гранатів від Аравійського півострова до сходу Гімалаїв, від півночі Кавказу до центральної Індії. Гранати вирощують у таких країнах: Афганістан, Алжир, Азербайджан, Ірак, Іран, Індія, Пакистан, Сирія, Туреччина та у тропічних країнах Африки. Також гранати були завезені у всі країни Середземномор'я: Іспанія, Італія, Греція, Болгарія, а також окремі представники виду поширені на південному березі Криму.
У 1769 році Гранатове дерево було завезено до Північної та Південної Америки іспанцями. Сьогодні гранати вирощують у США, а саме у Каліфорнії та Аризоні; а також на півночі Південної Америки й у Бразилії.

## Культурне значення

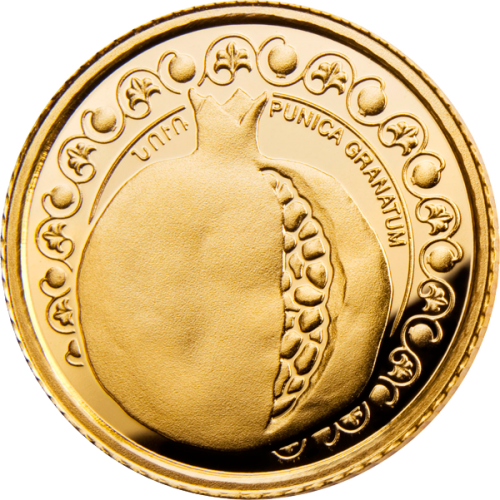
Золота монета в 500 драм (Вірменія)
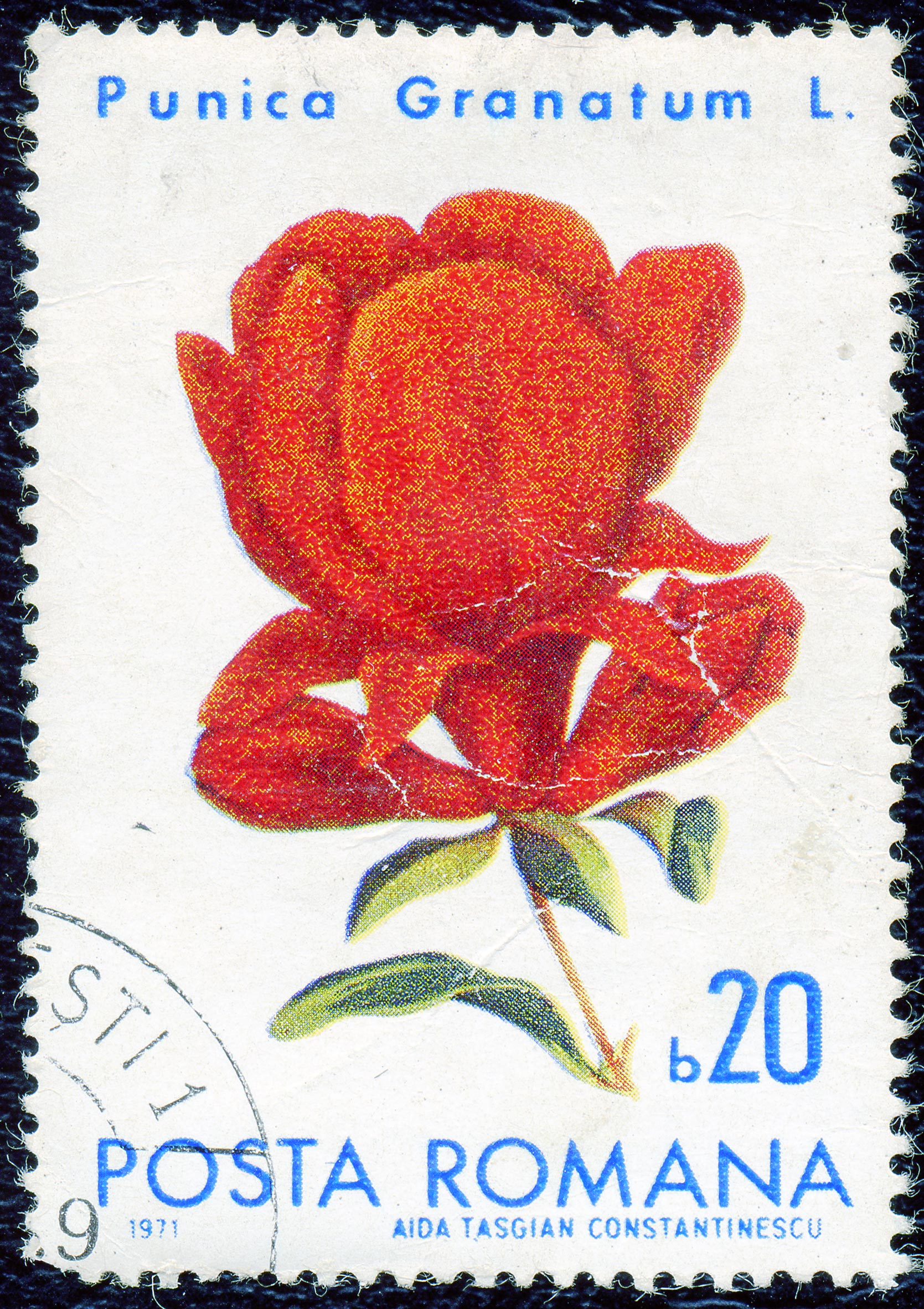
Румунська марка 1971 року
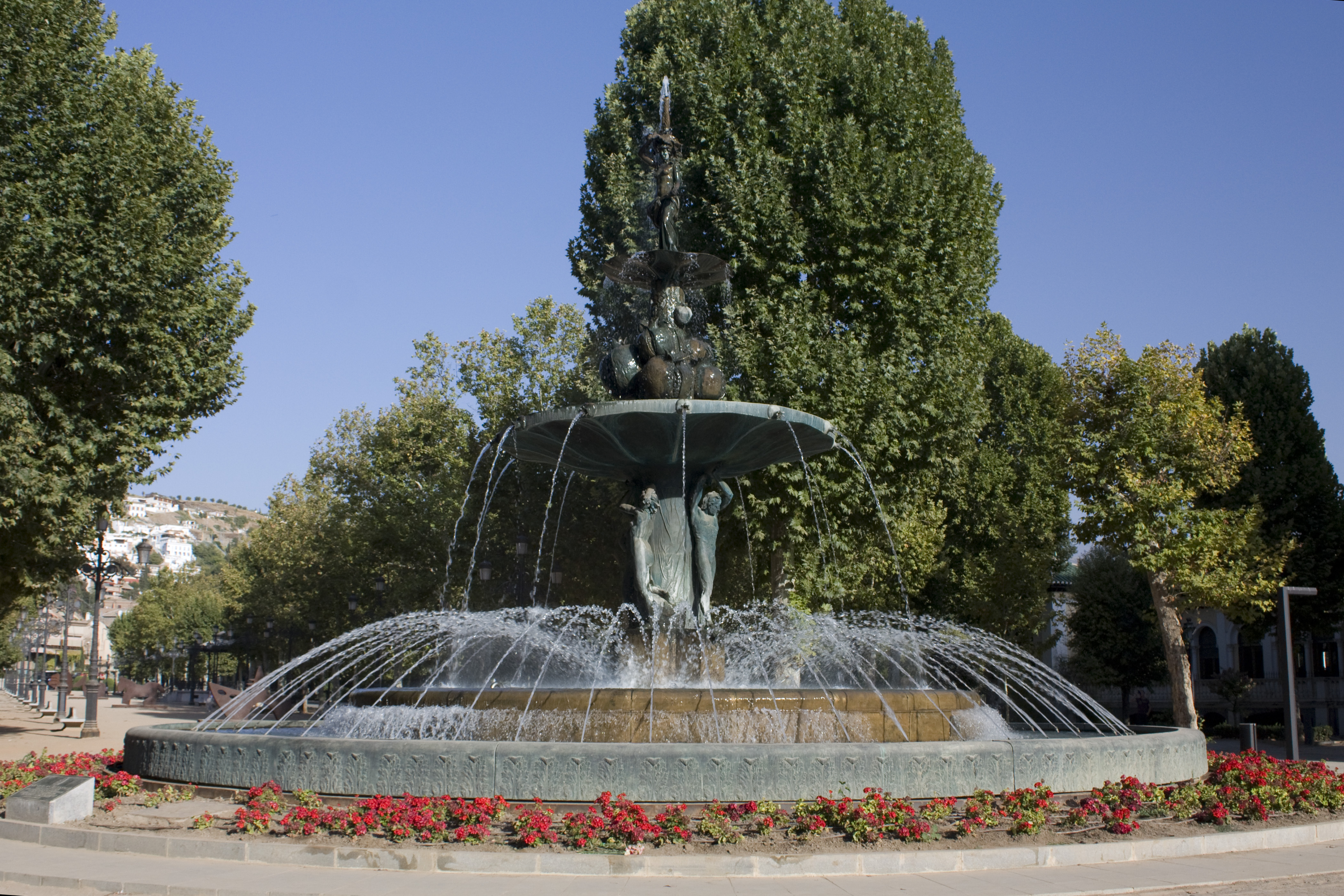
Гранатовий фонтан в Гранаді
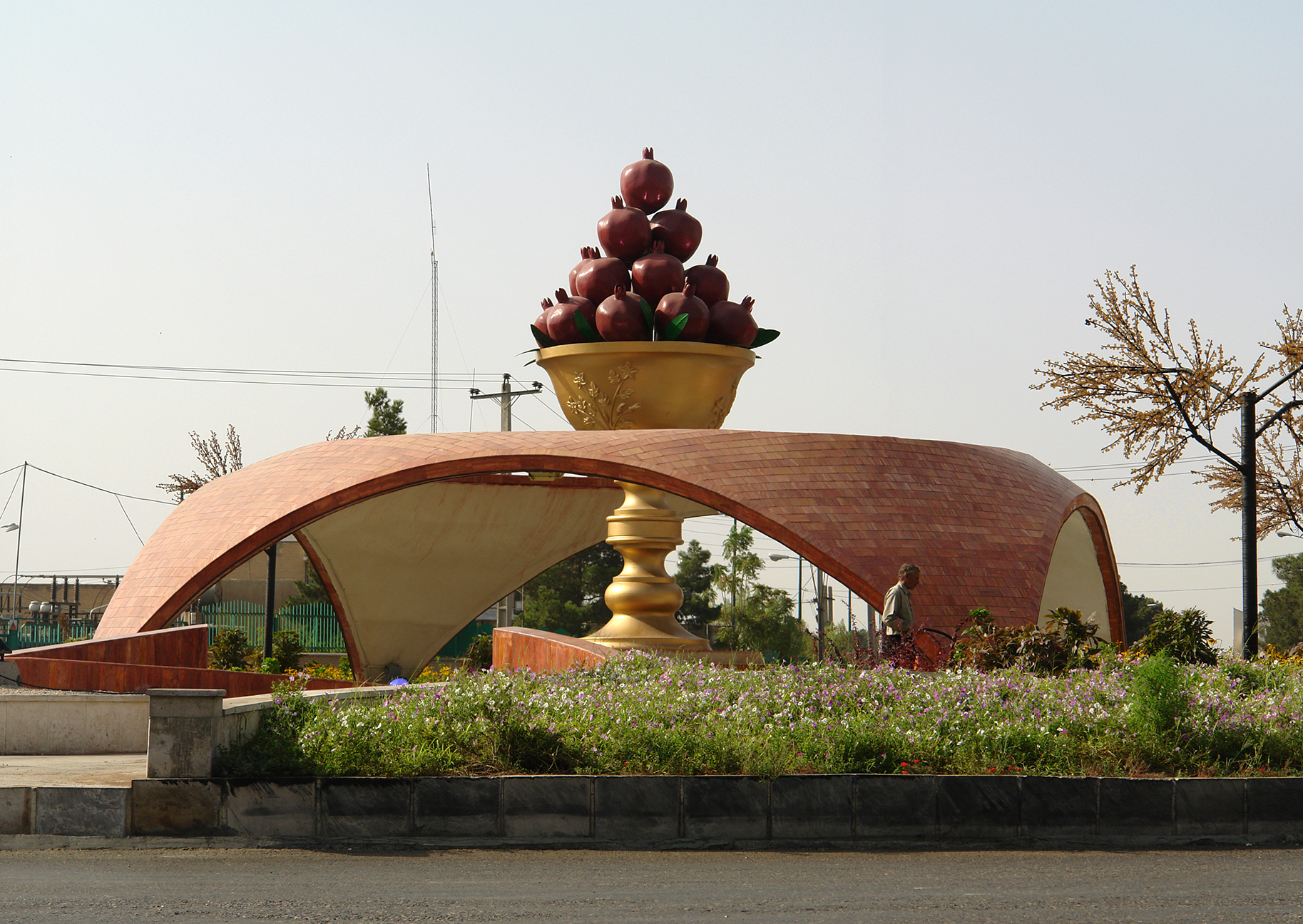
Пам’ятник гранату в місті Саве (гранат — символ Ірану)
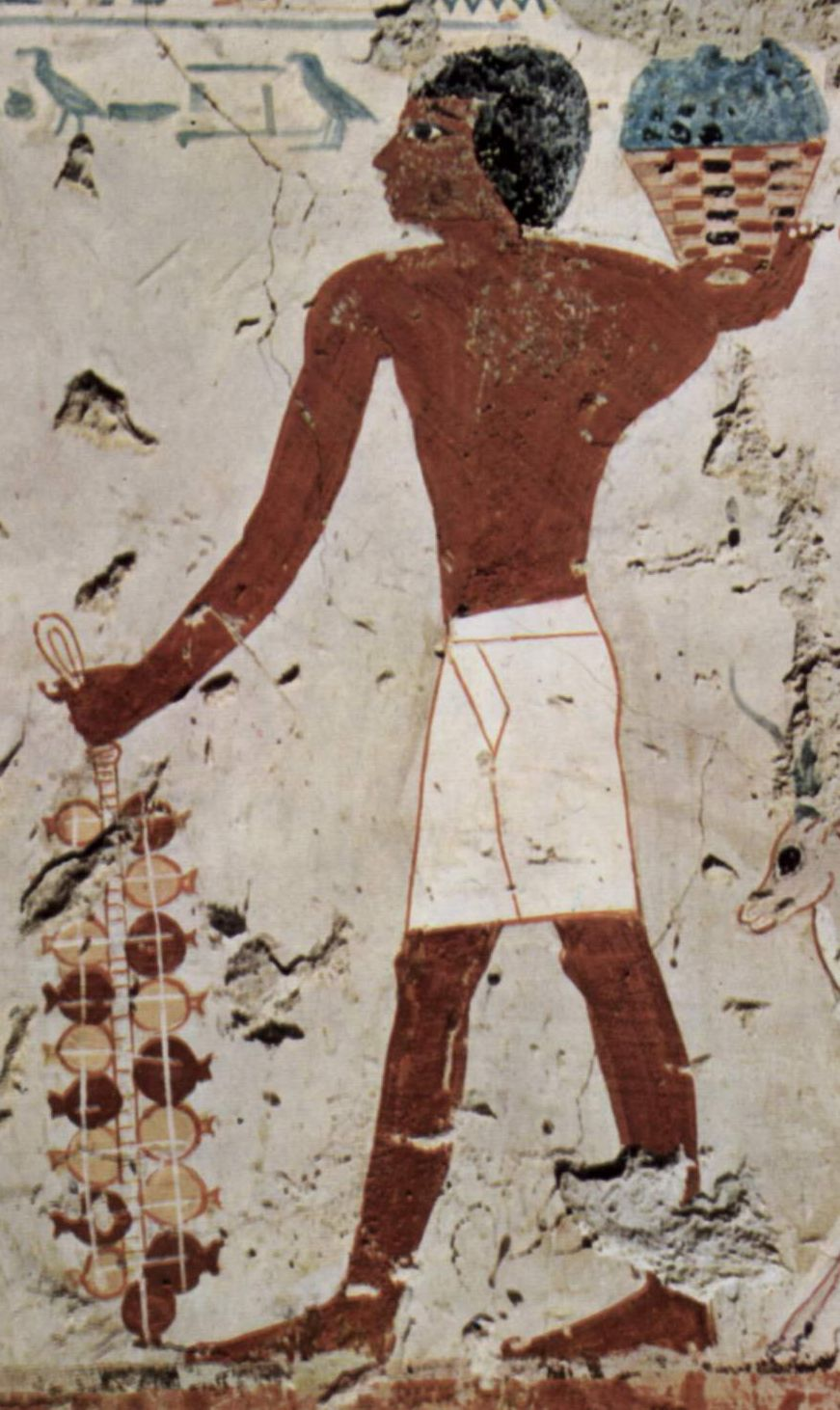
Давньоєгипетська фреска із гранатами
Гранат на гербі французької комуни Грамон
Гранат на гербі Іспанії
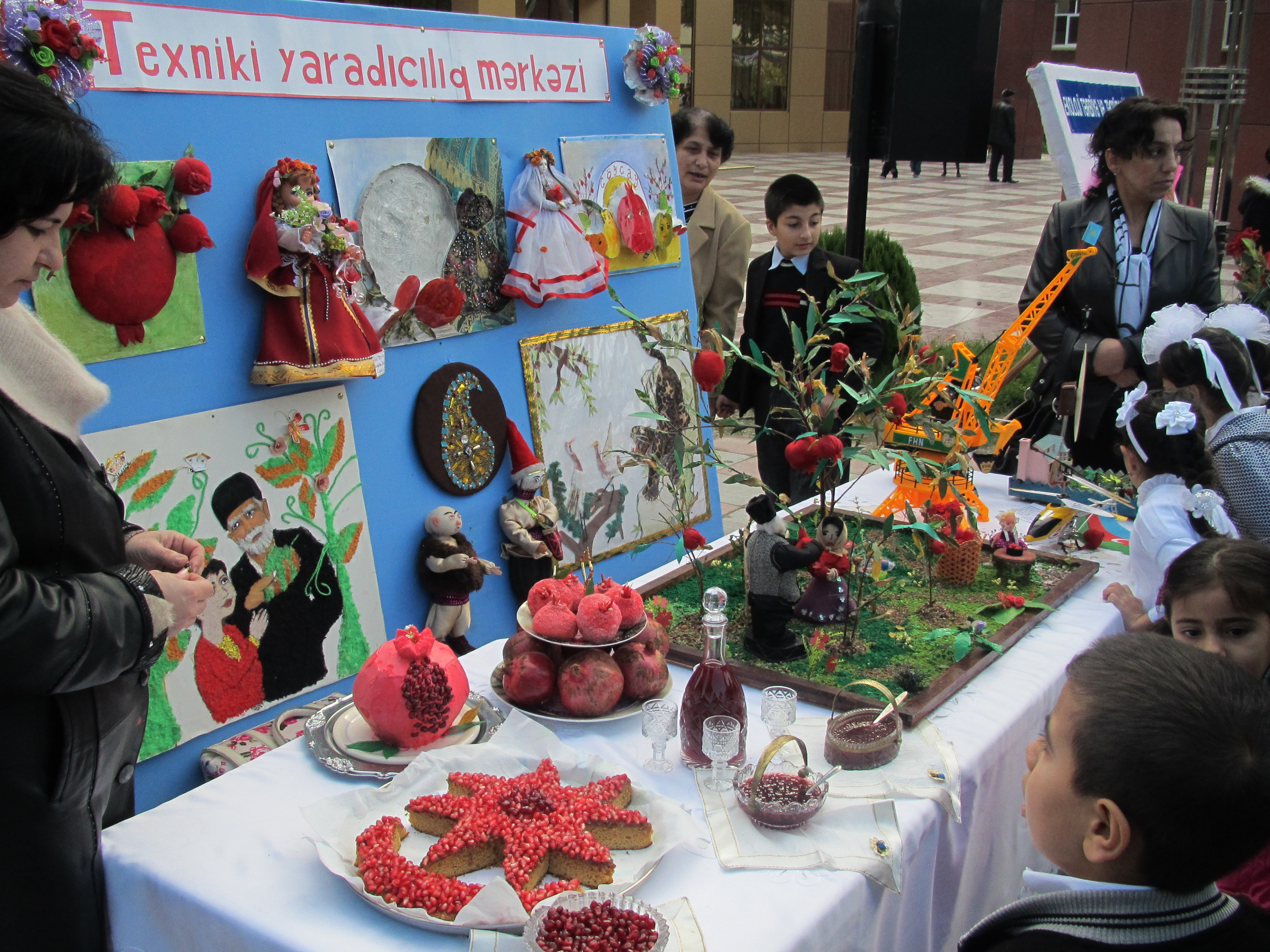
Фестиваль гранату в Азербайджані, 2011
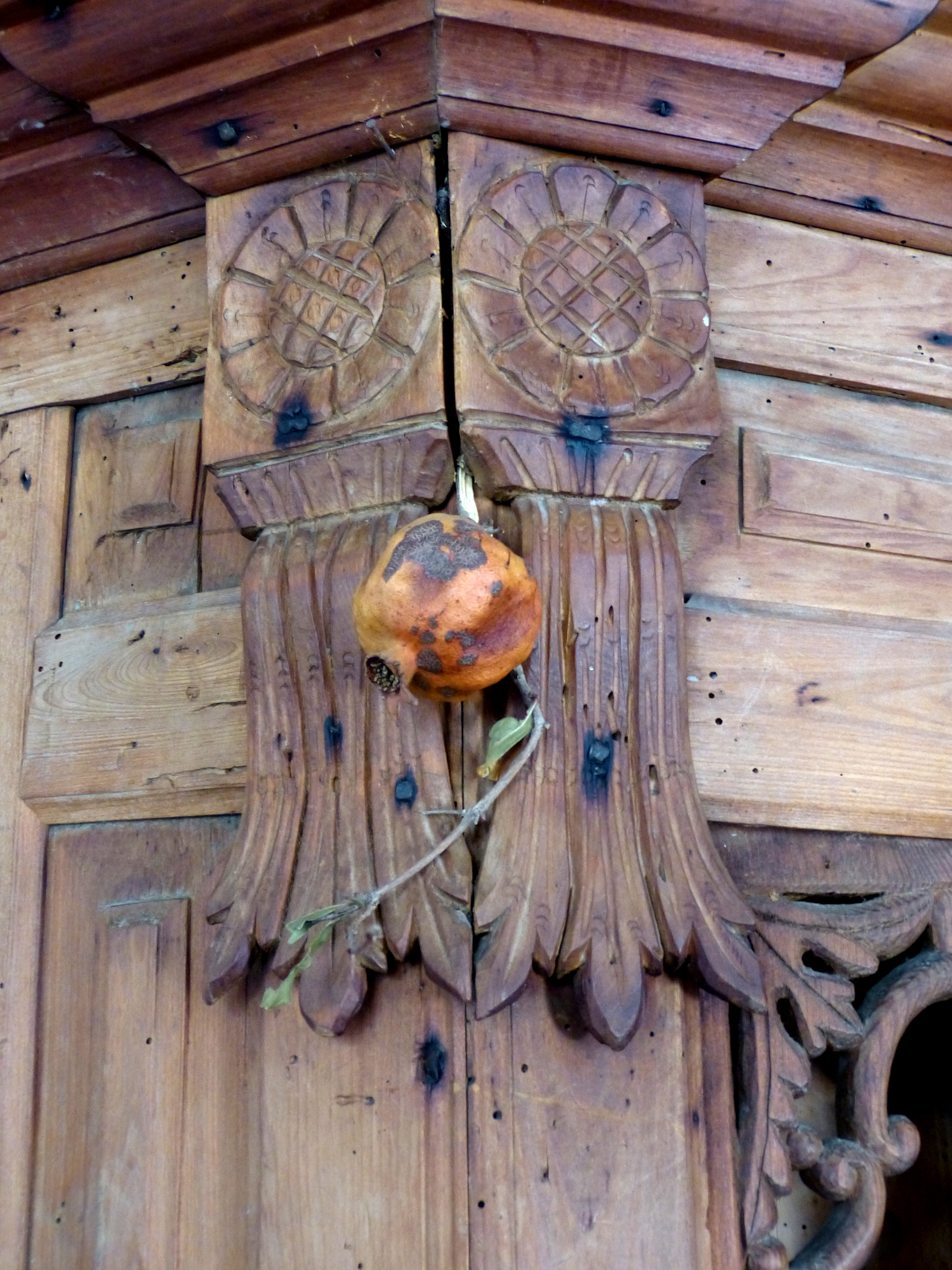
Албанія
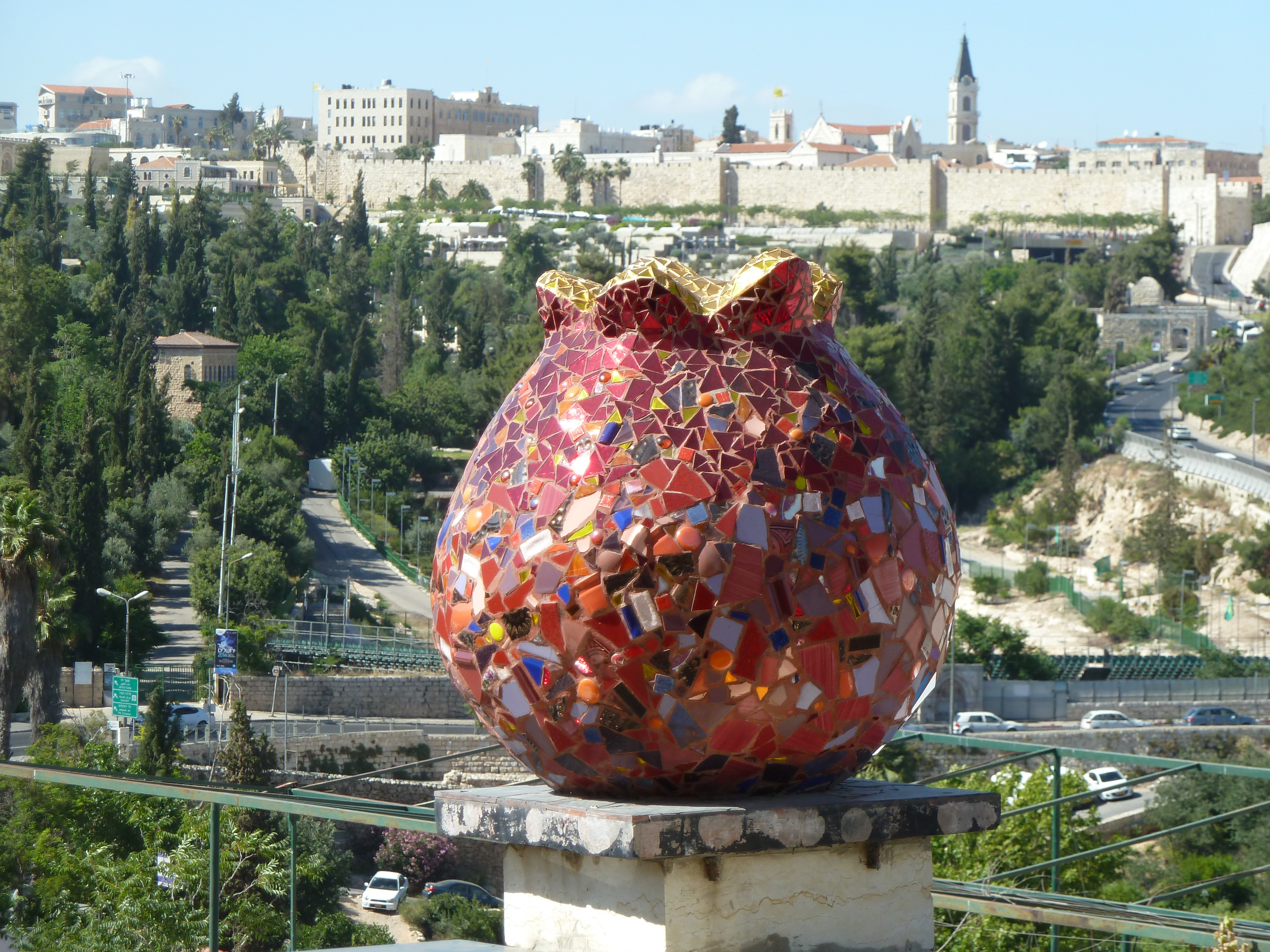
Мозаїчний гранат в Єрусалимі
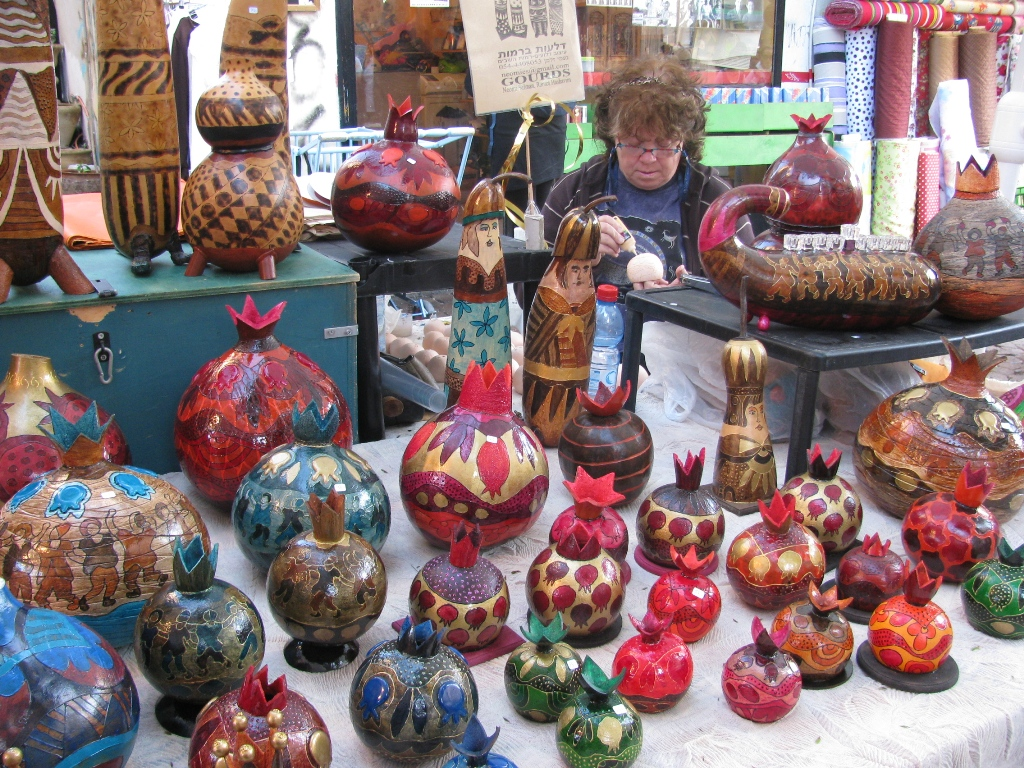
Порцелянові гранати в Тель-Авіві, Ізраїль
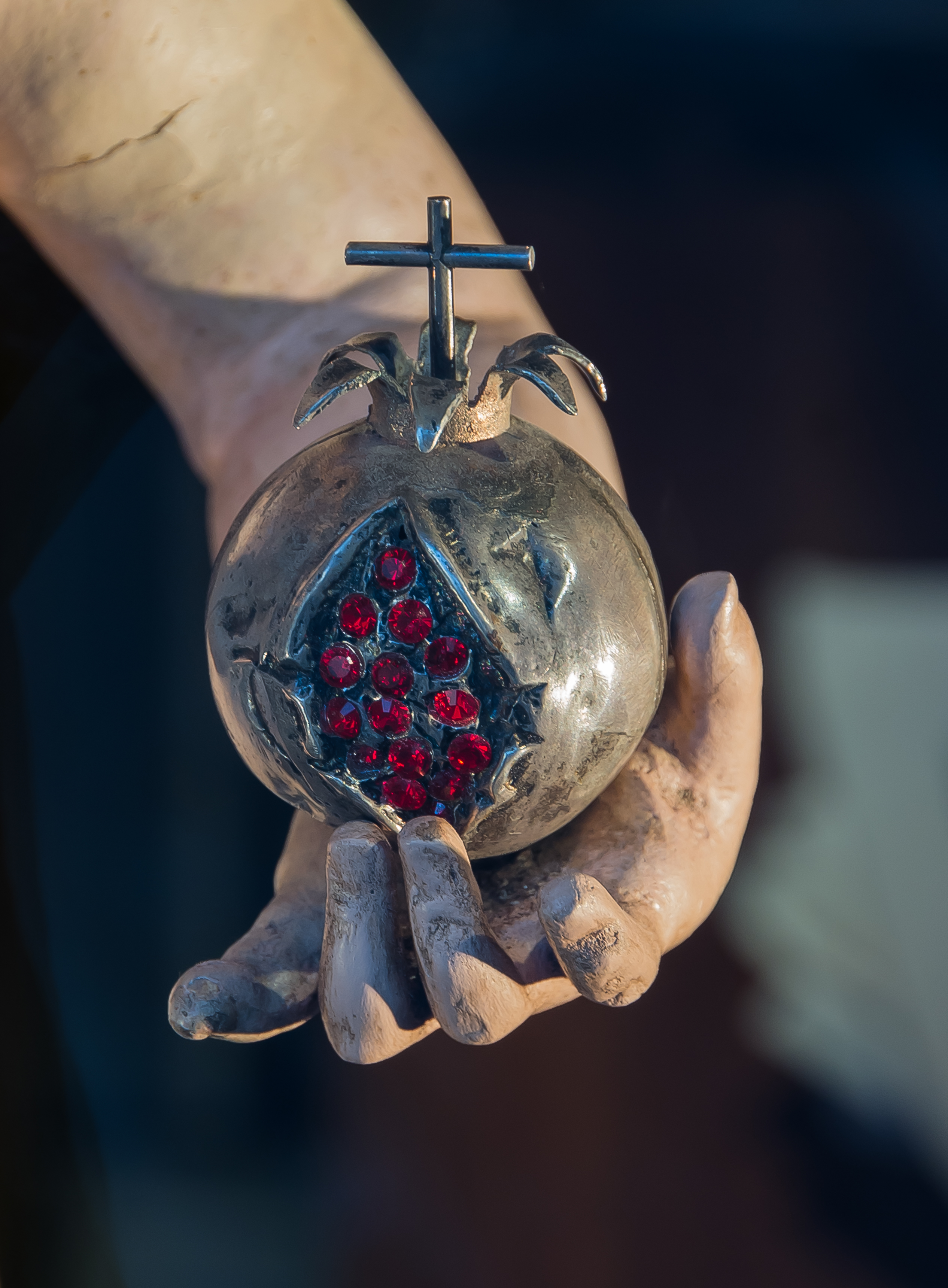
Гранат в руці Ісуса (Гранада)
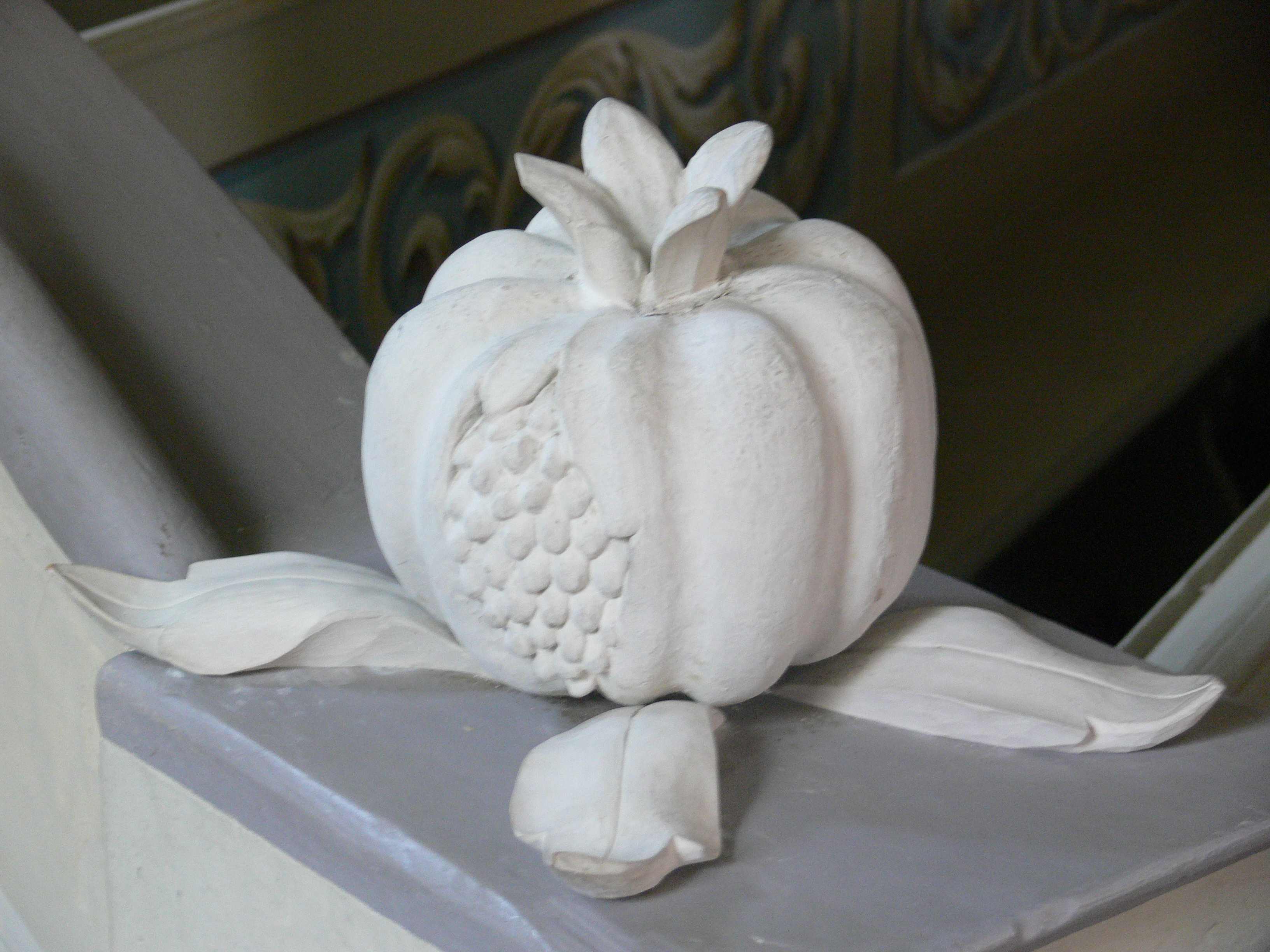
Гранат на кірхі в німецькому місті Айзенберг
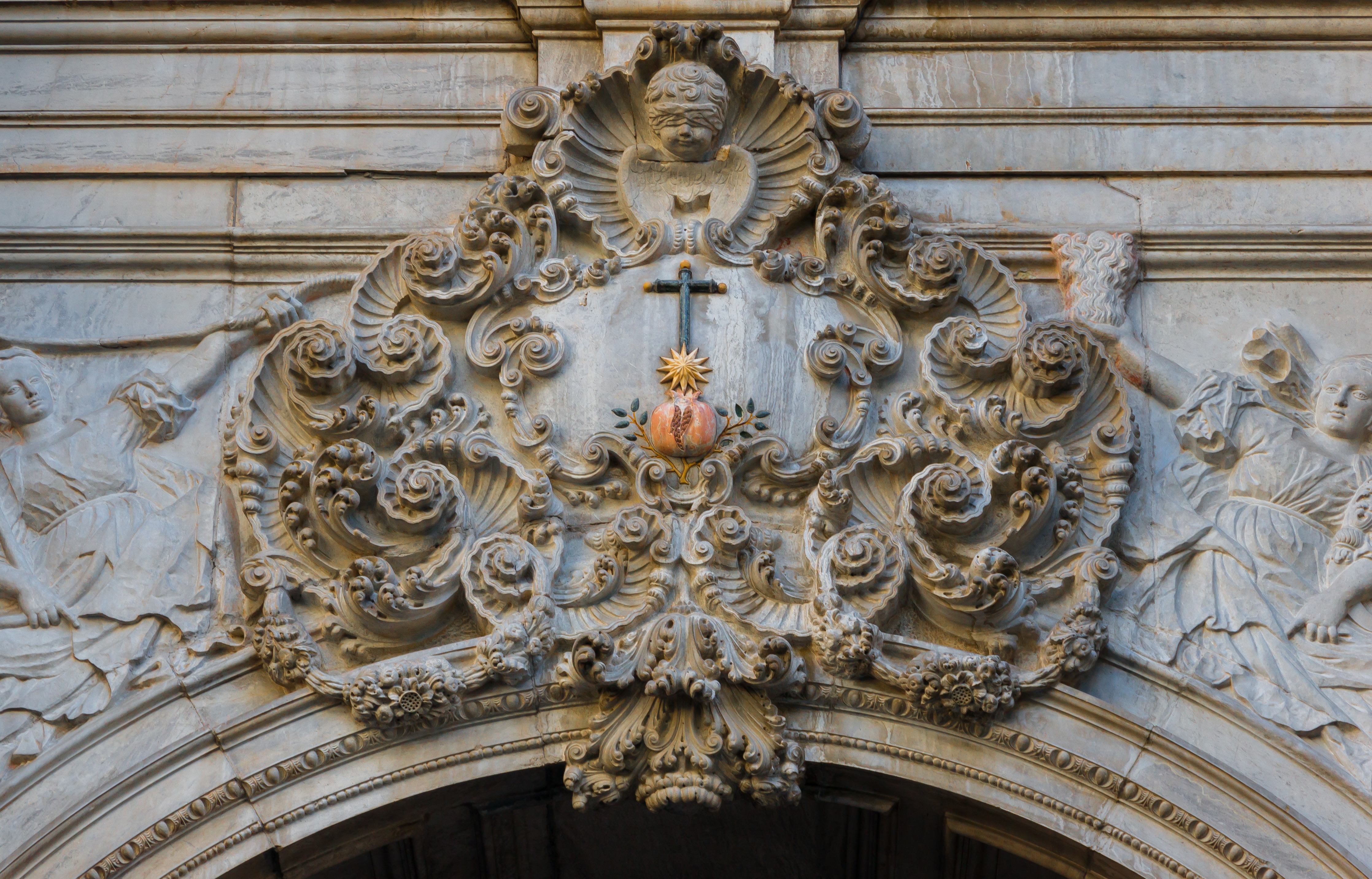
Гранат на церкві в Гранаді
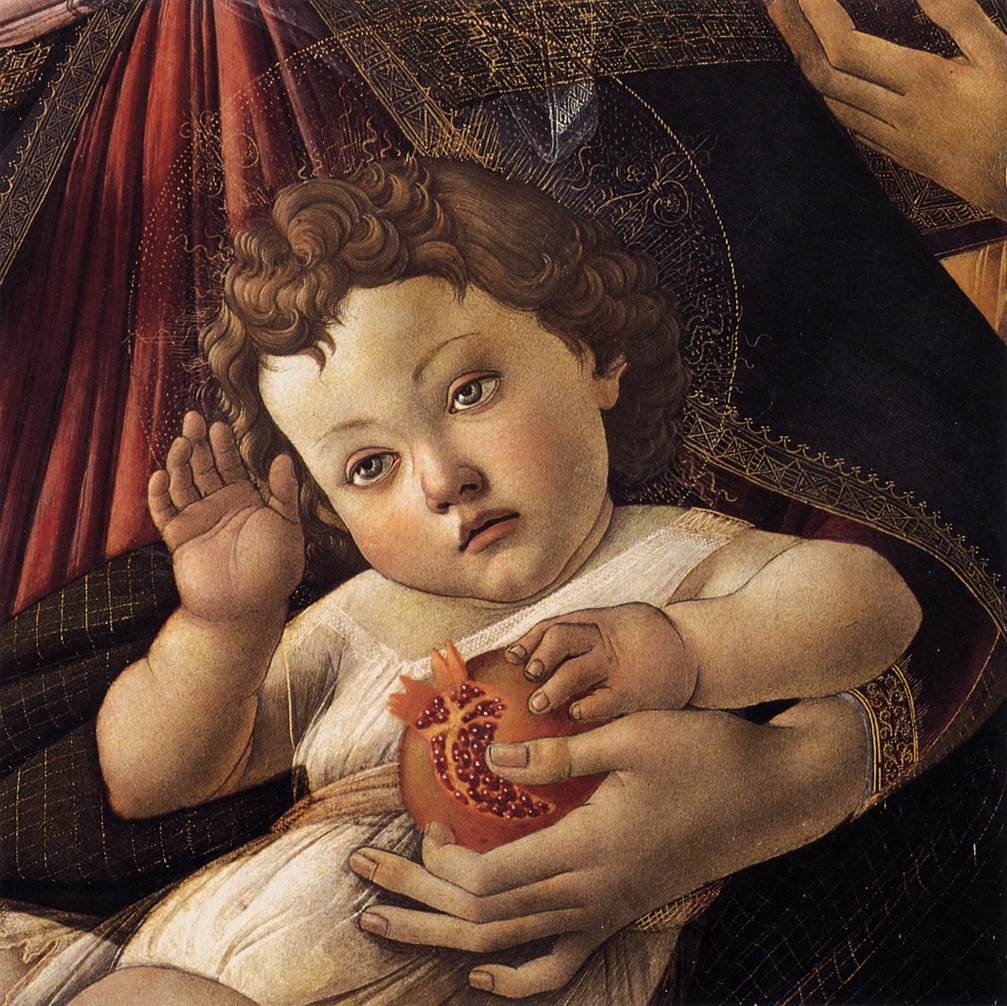
Мадонна з гранатом, частина картини Боттічеллі, 1487

Гранат досить широко відображений у культурі народів, які їх вирощують: Іран, Іспанія (особливо Гранада), Азербайджан, Вірменія, Ізраїль та інші. В Ірані на честь граната встановлено пам'ятник, в Румунії було випущено марку, а у Вірменії навіть було випущено 2011 року золоту пам'ятну монету в 500 драм. На гербах деяких громад Франції та на значній частині гербів міст Іспанії є зображення граната. Особливо характерне зображення граната на гербах іспанської історичної місцевості Гранада.

## Фотогалерея

### Квіти та дерева

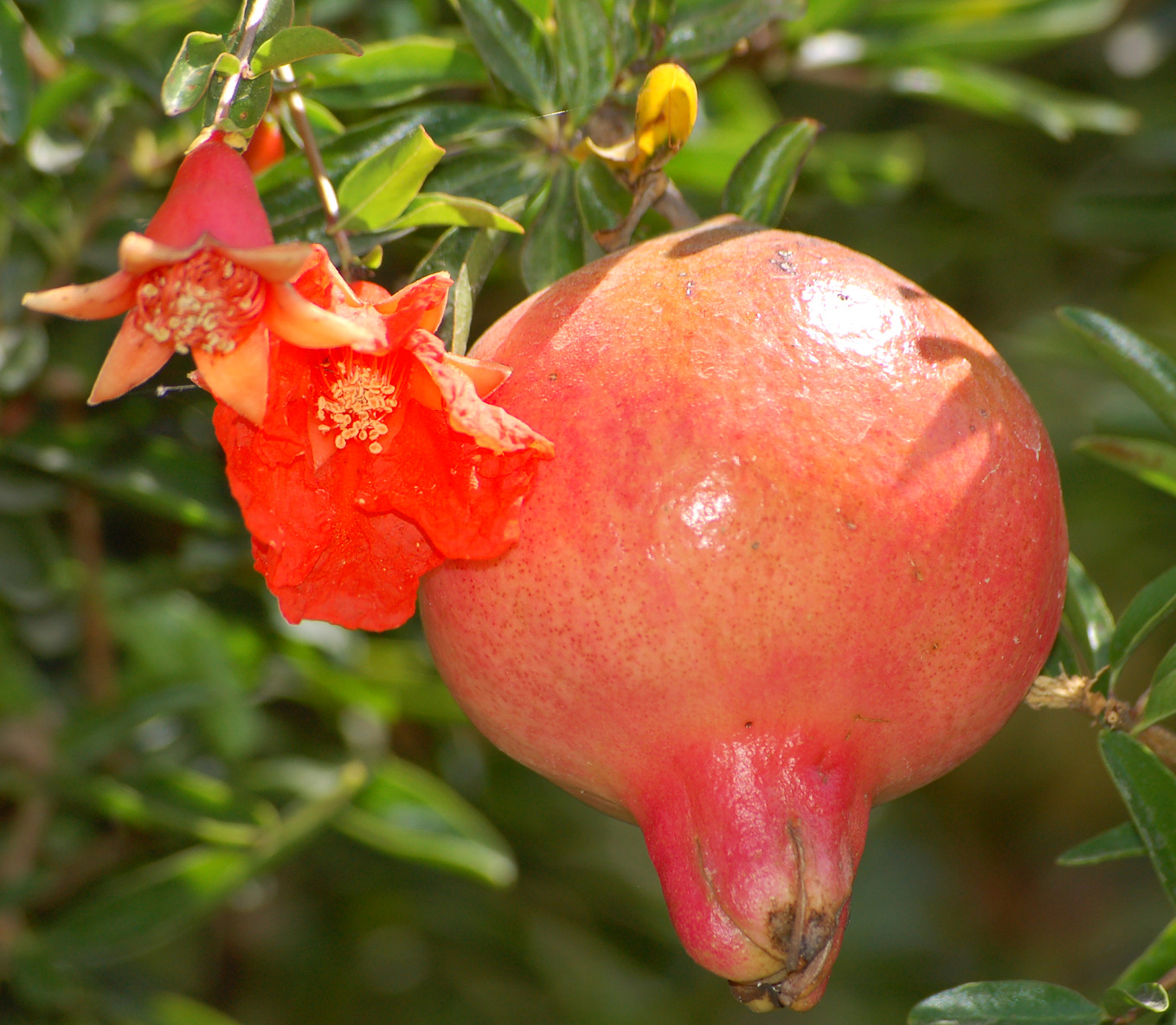
Плід із квіткою
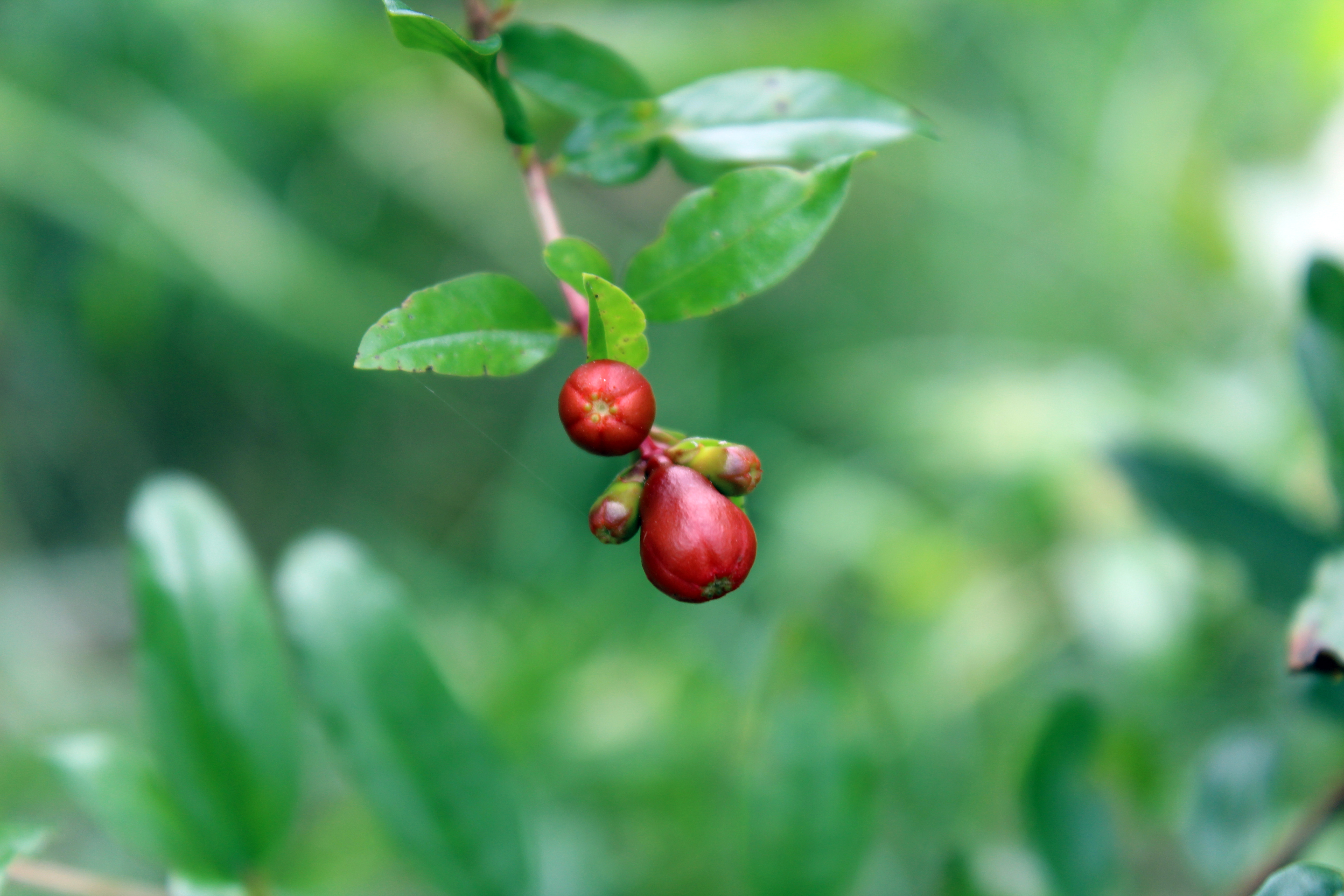
Бутон
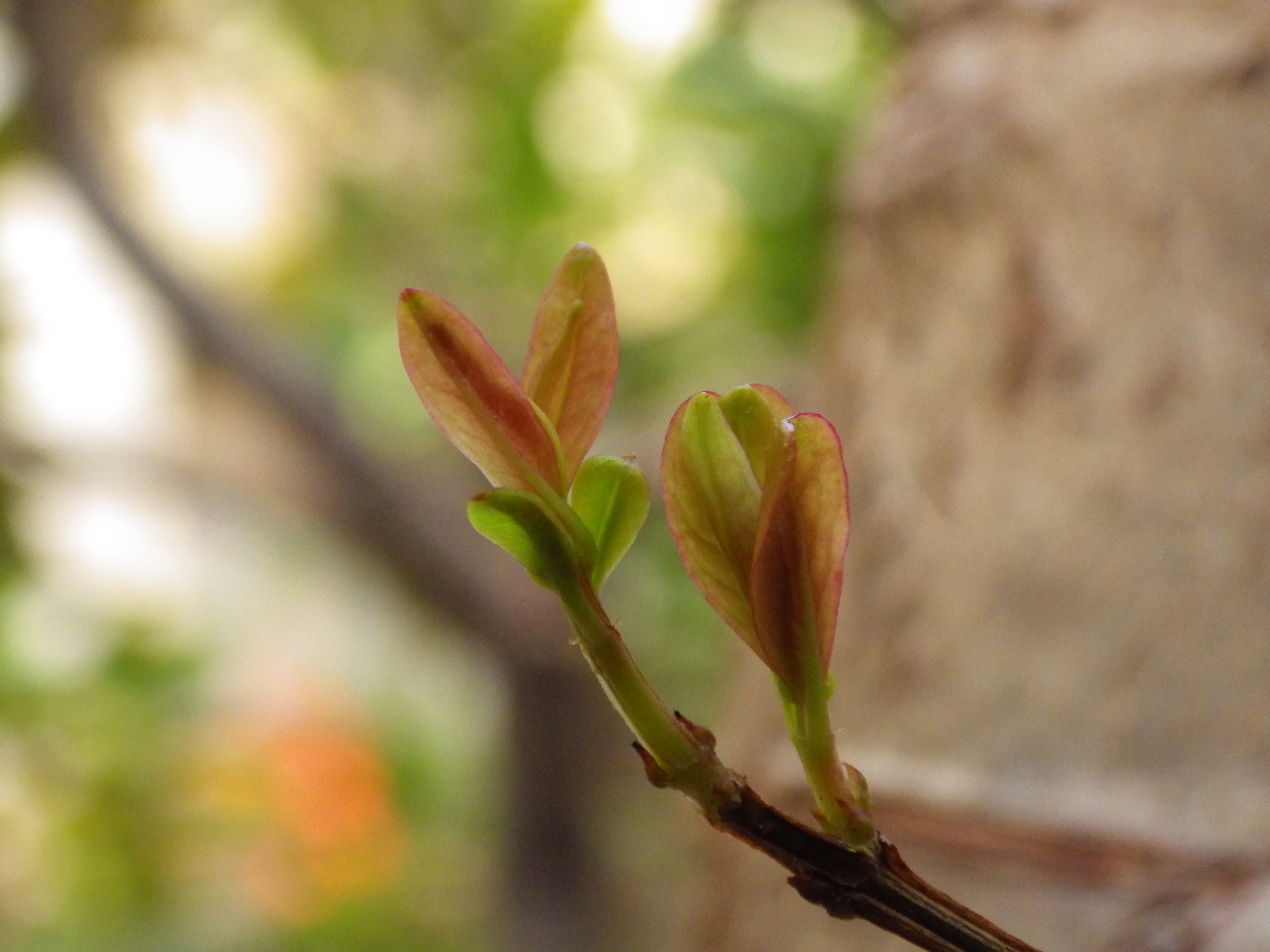
Брунька
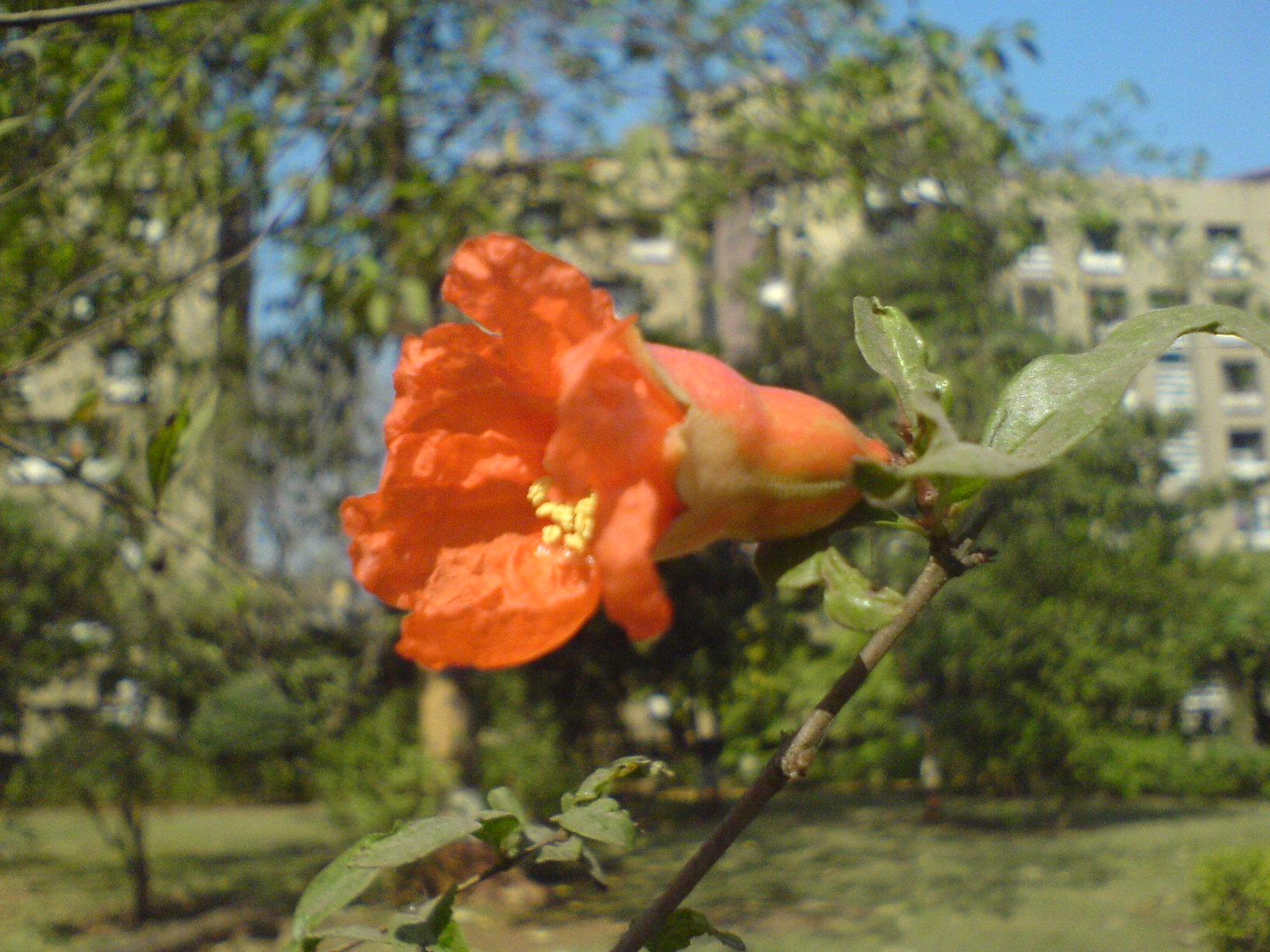
Квітка великим планом
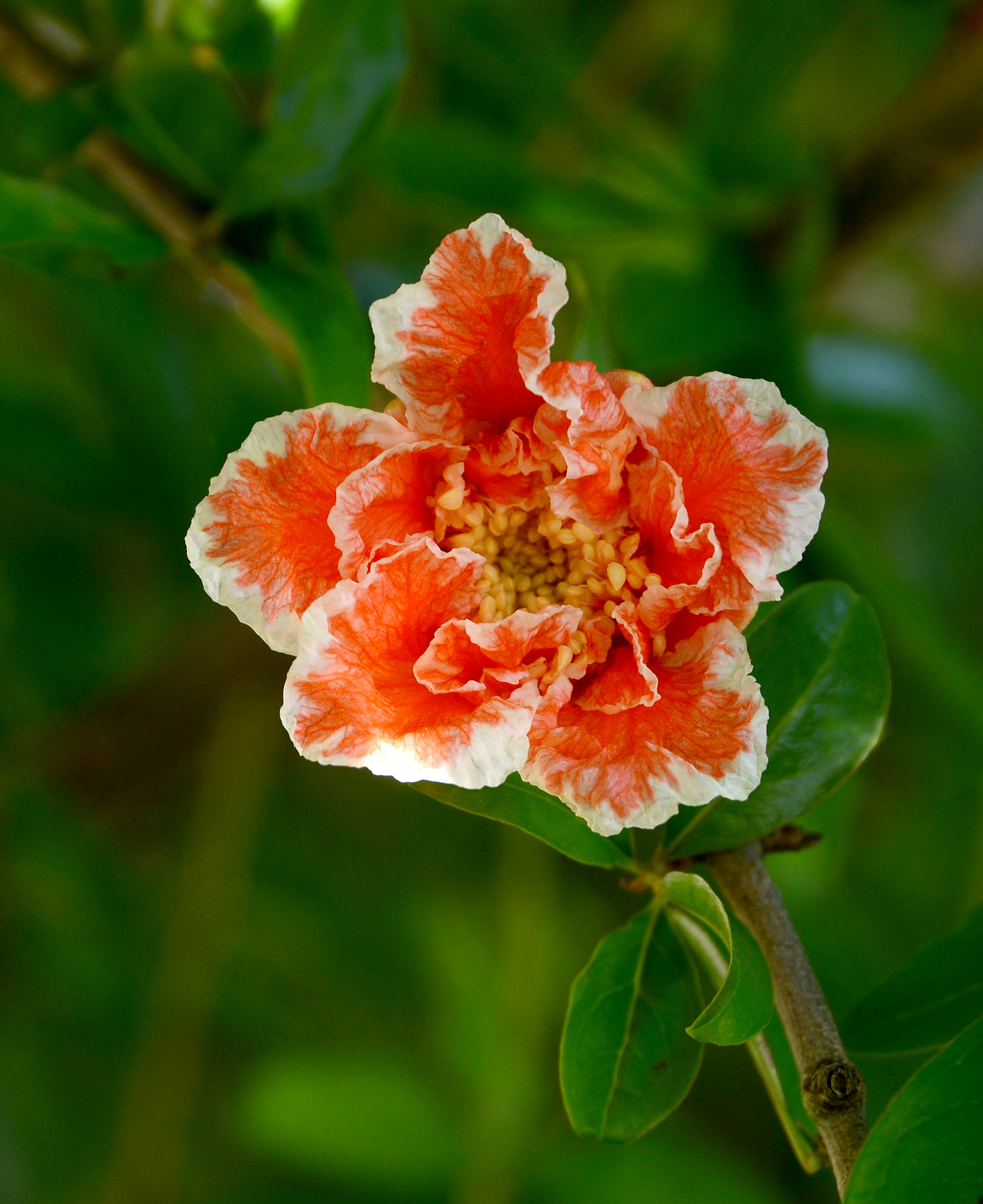
Квітка з білими краями
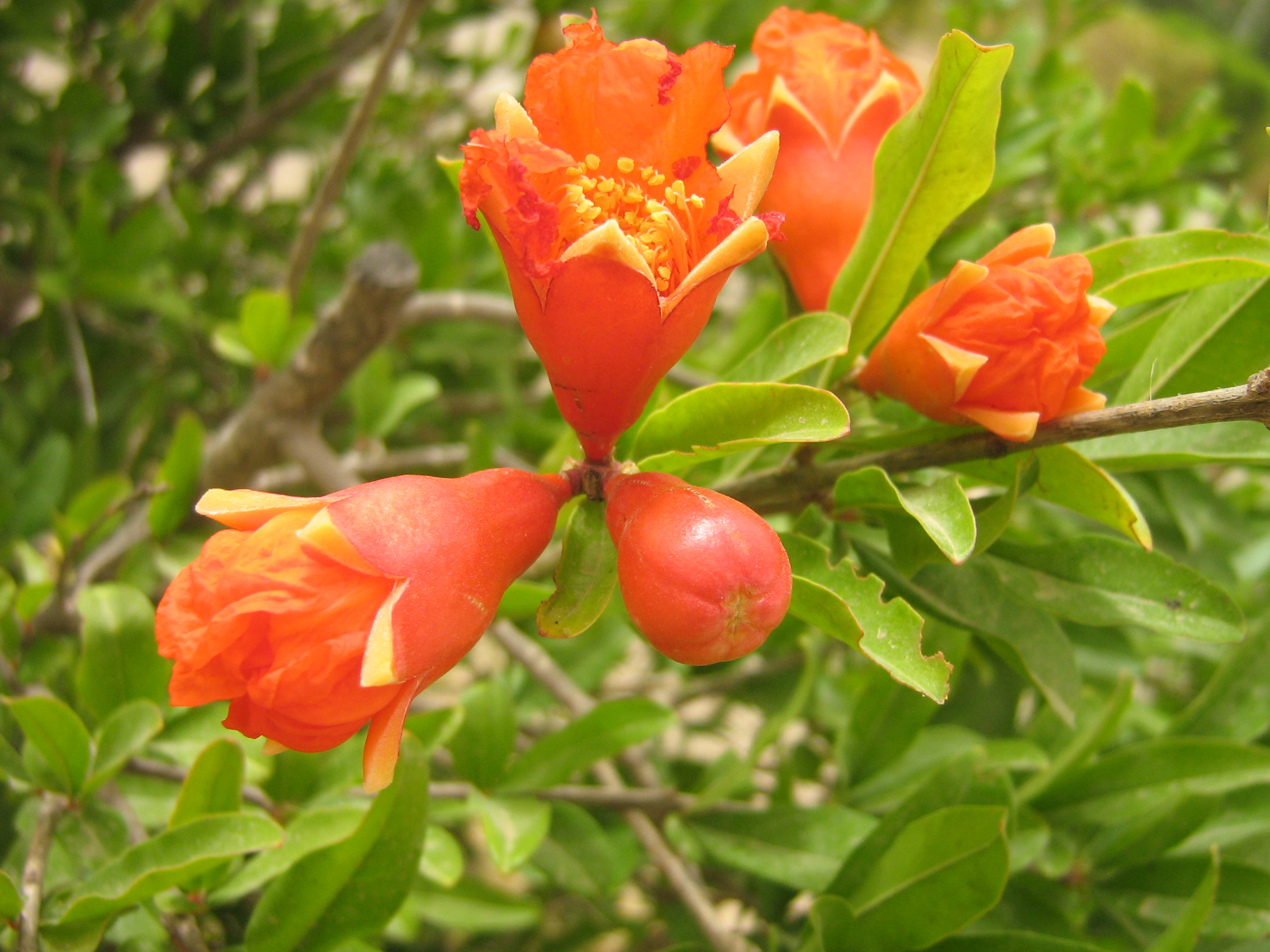
Квітка (Лівія)
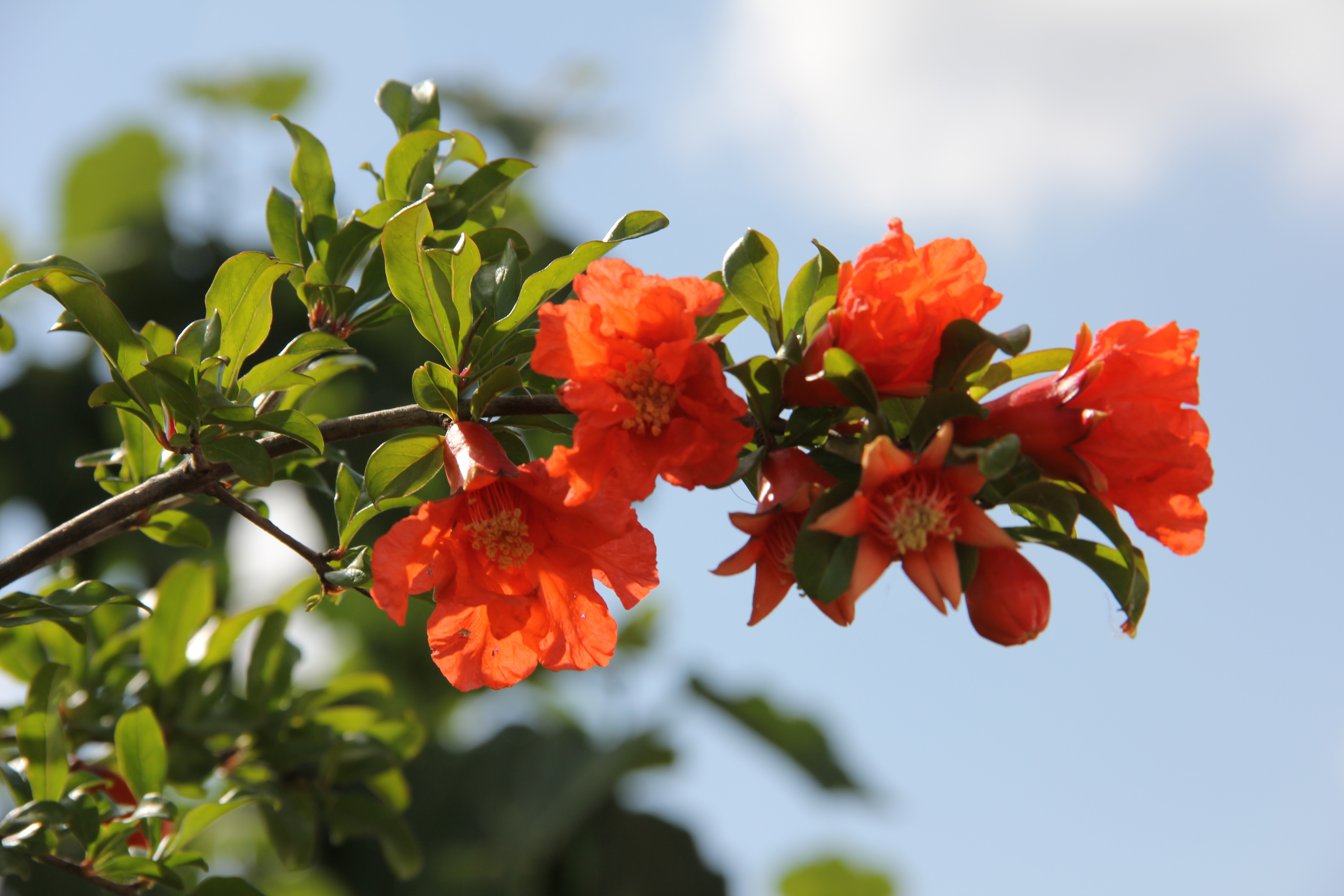
Суцвіття
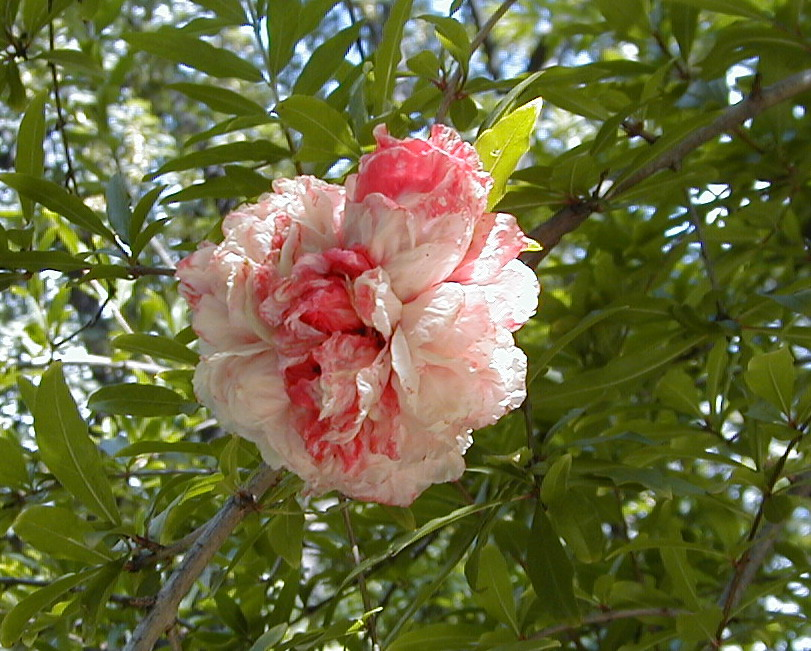
Квітка граната із Королівського ботанічного саду Мадриду
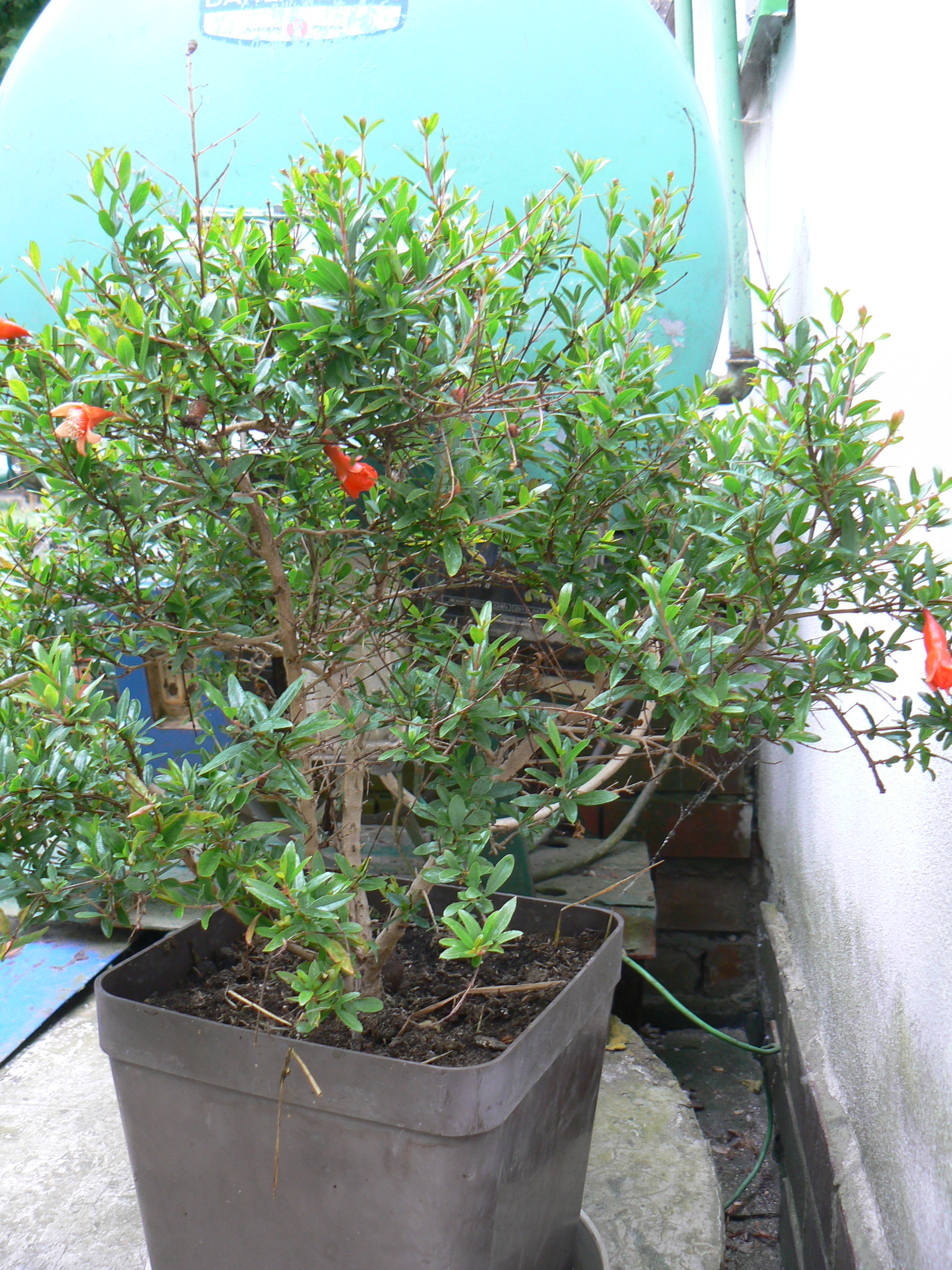
Гранат у ящику
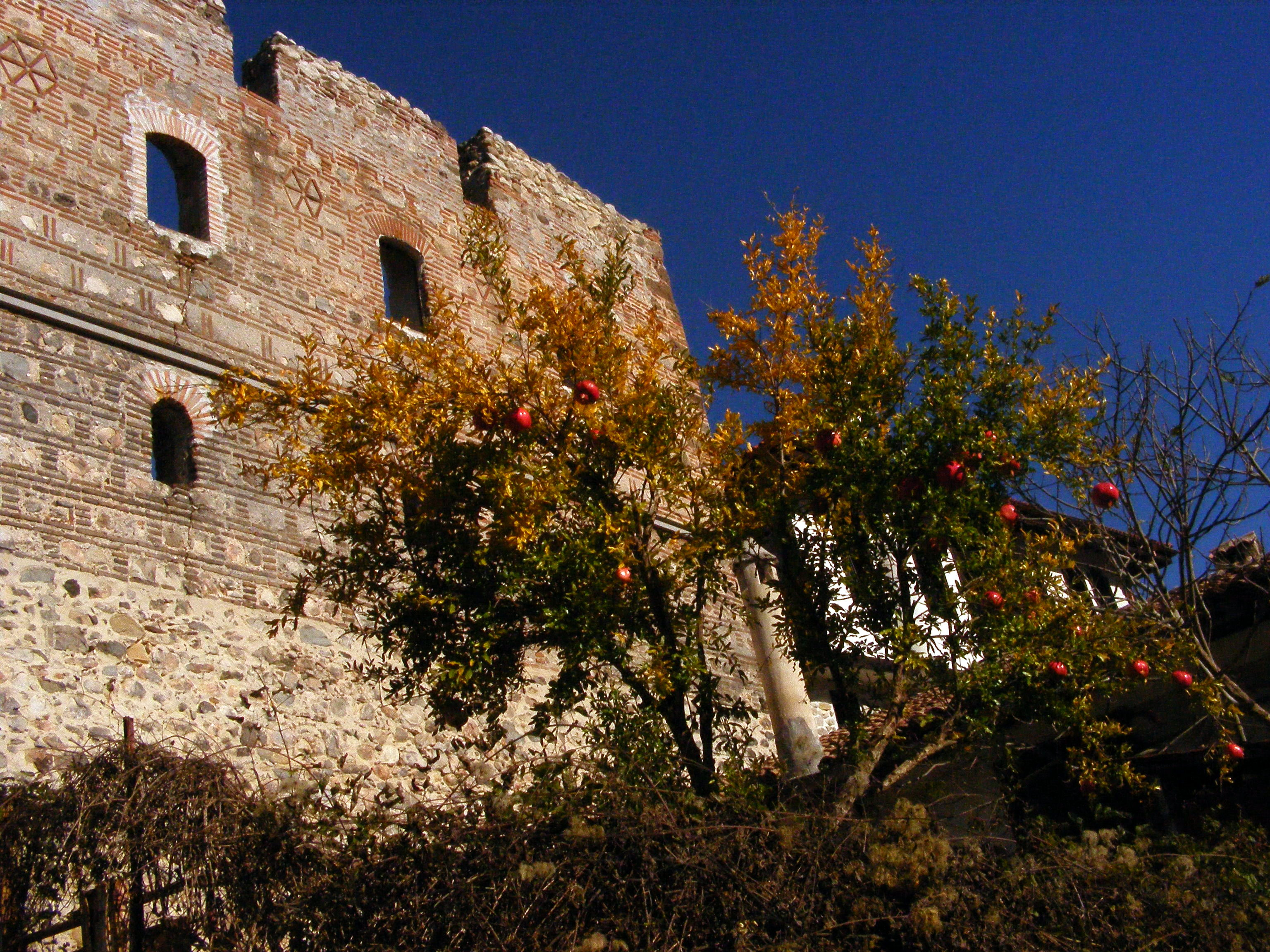
Гранат у болгарському містечку Мелник
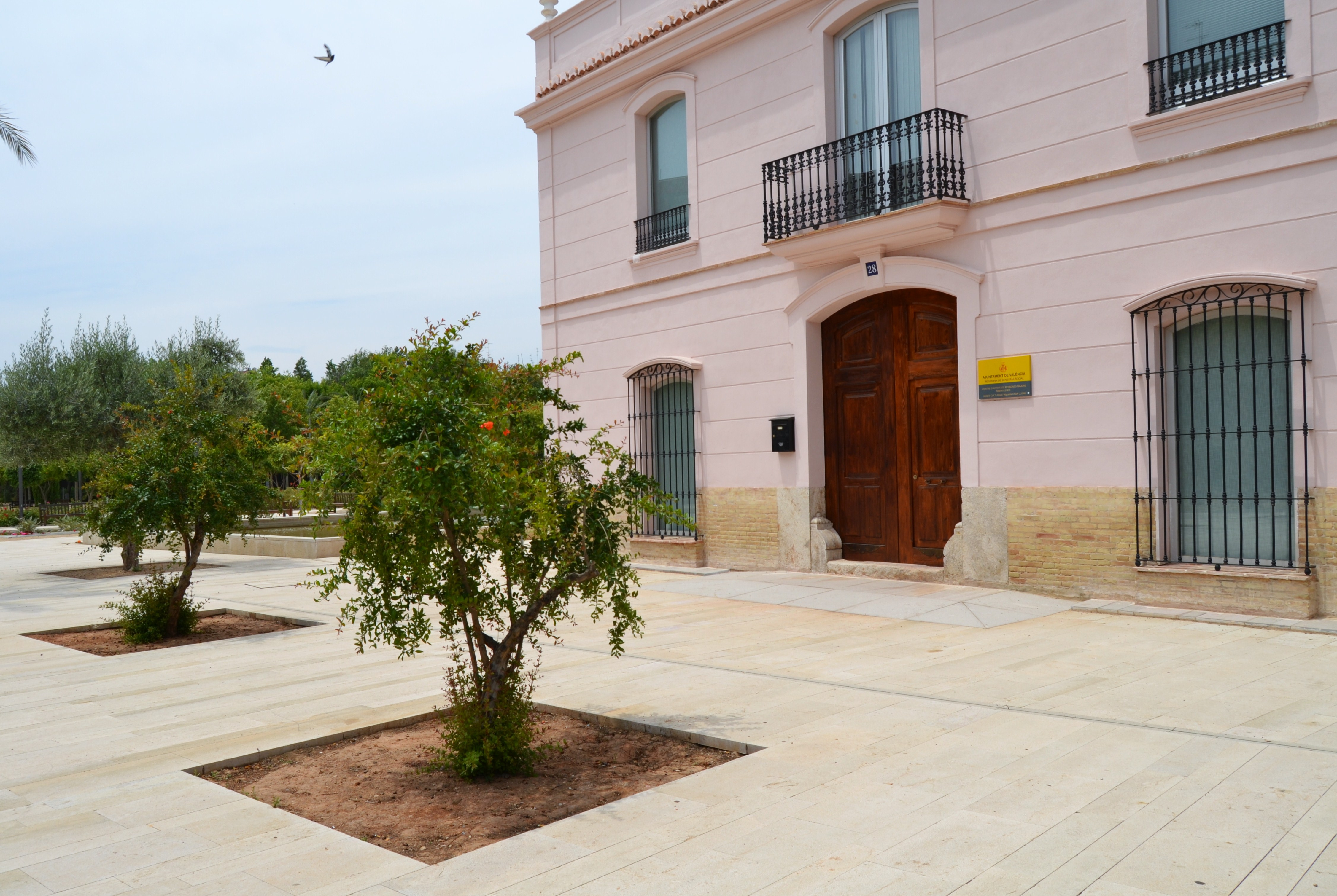
Гранатове дерево у Валенсії
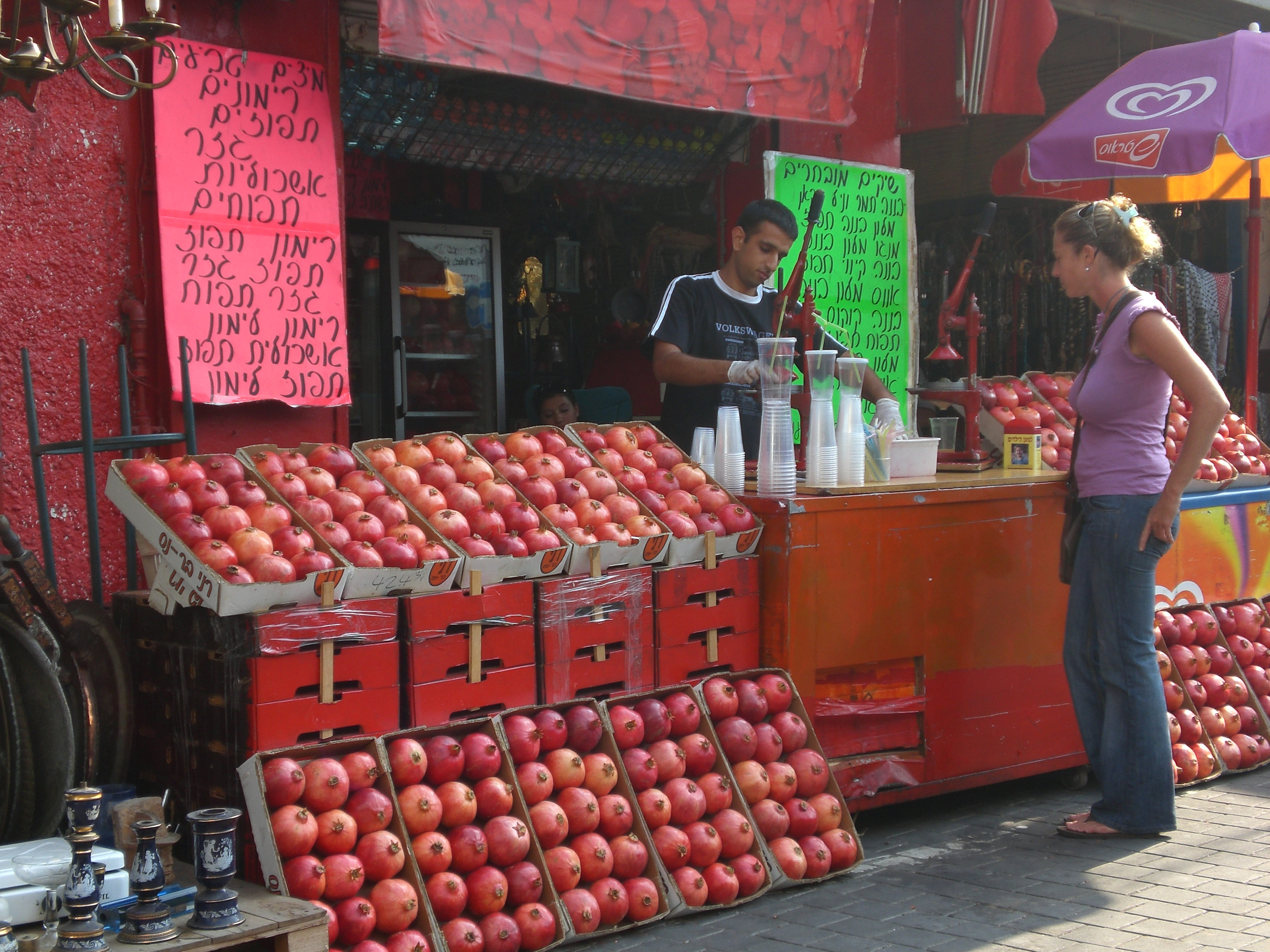
Гранатовий магазинчик у Тель-Авіві

### Плоди

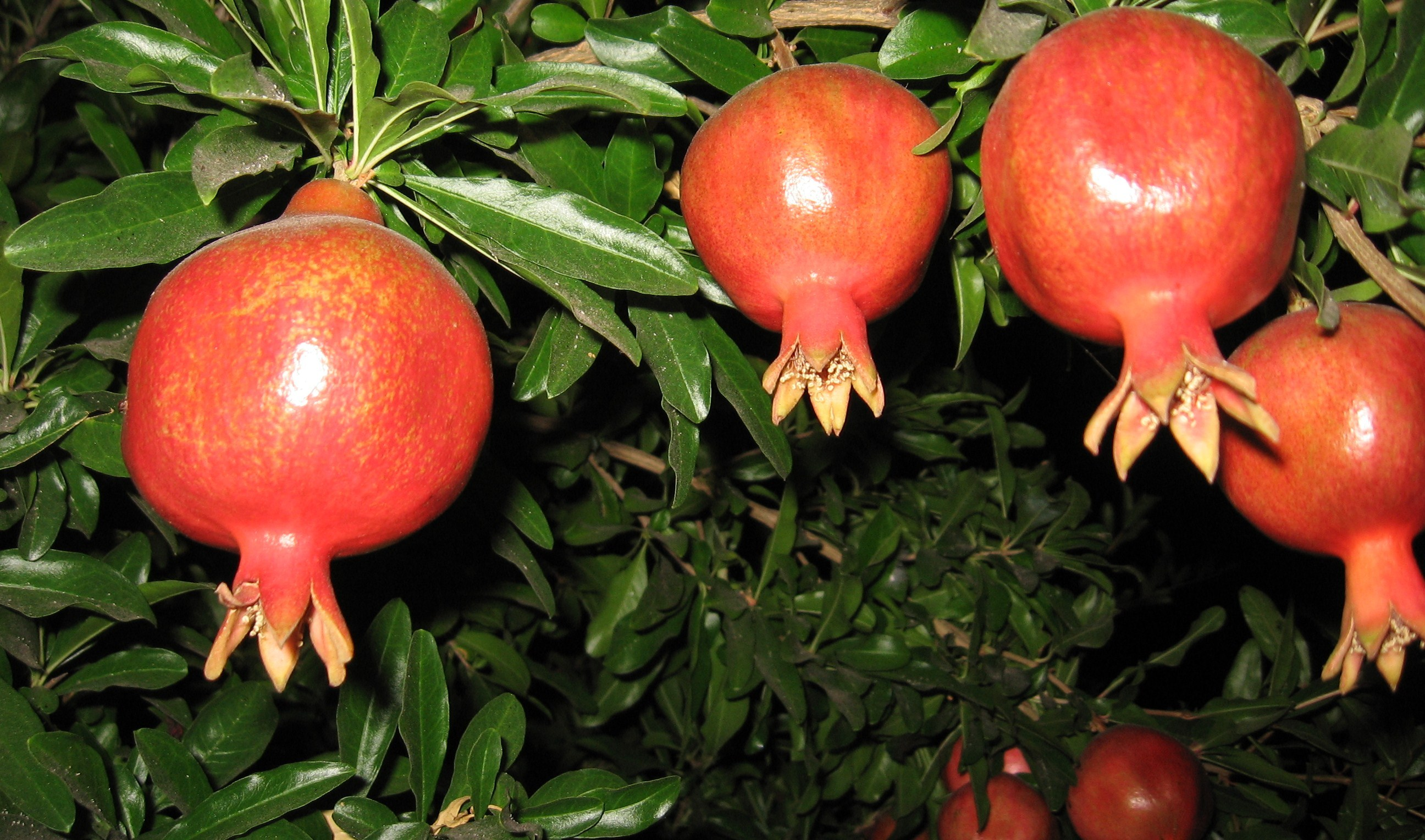
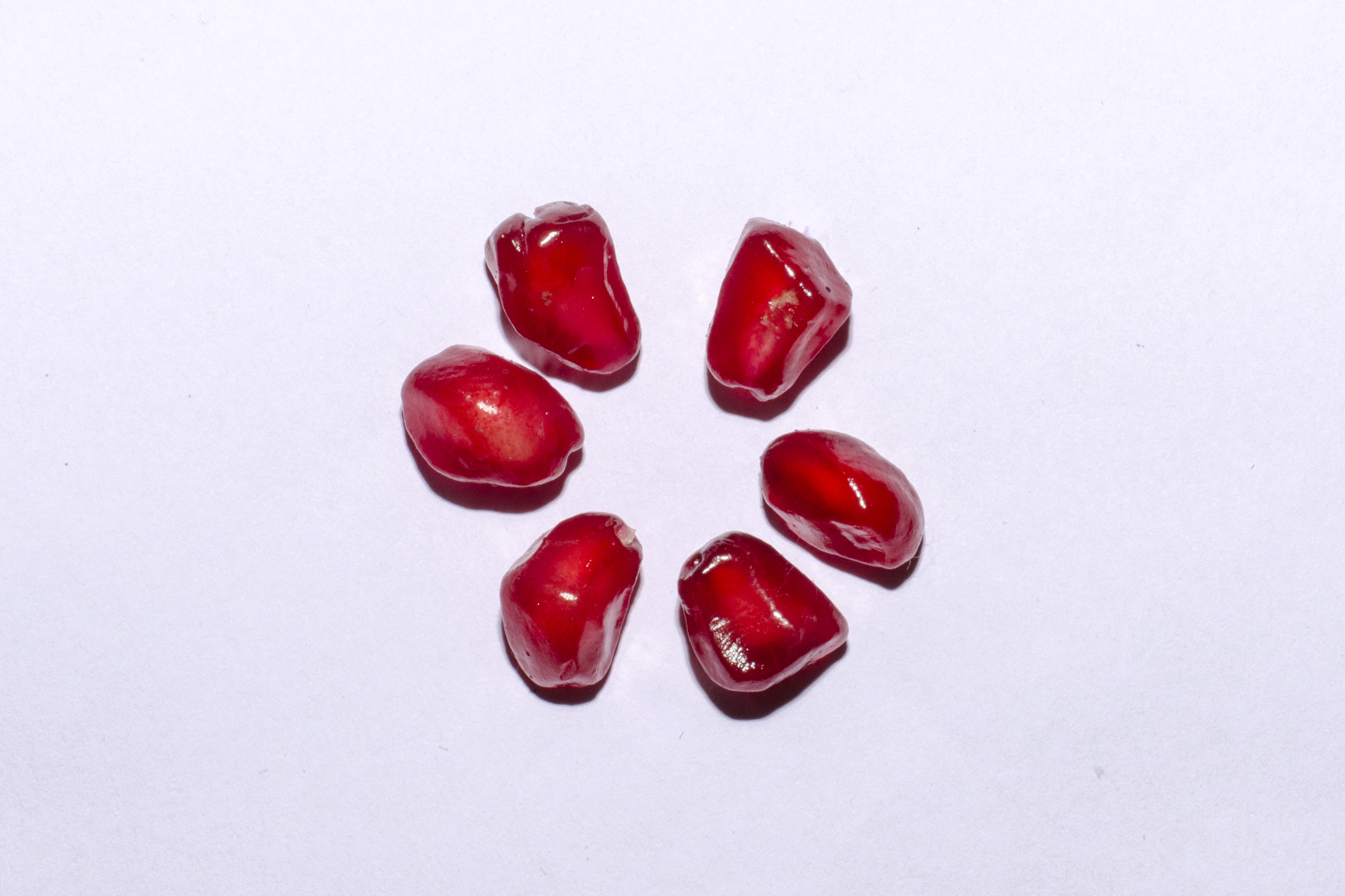
Насінини граната
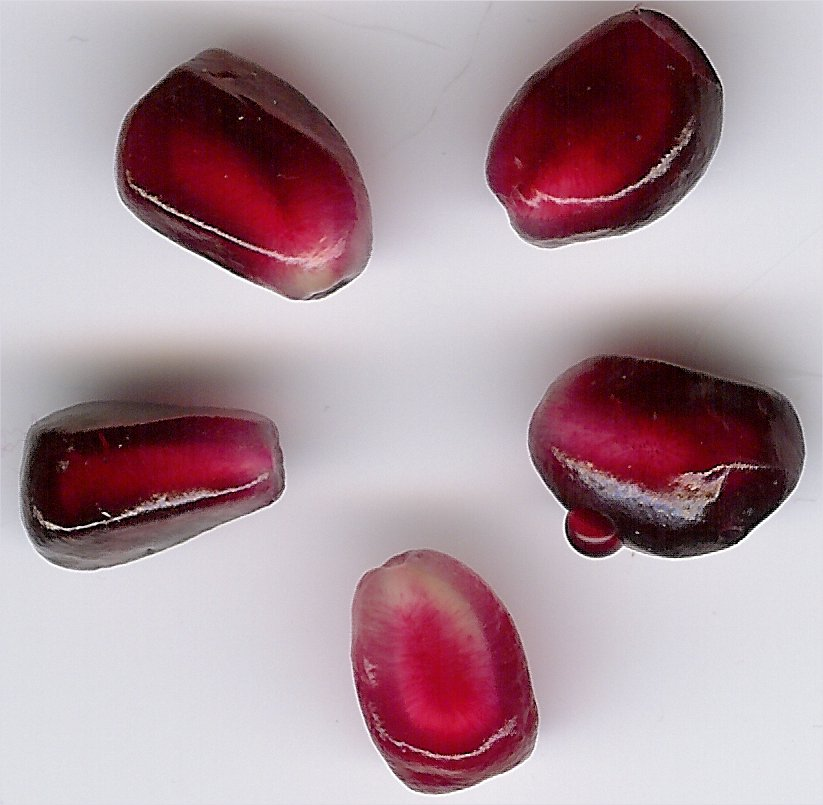
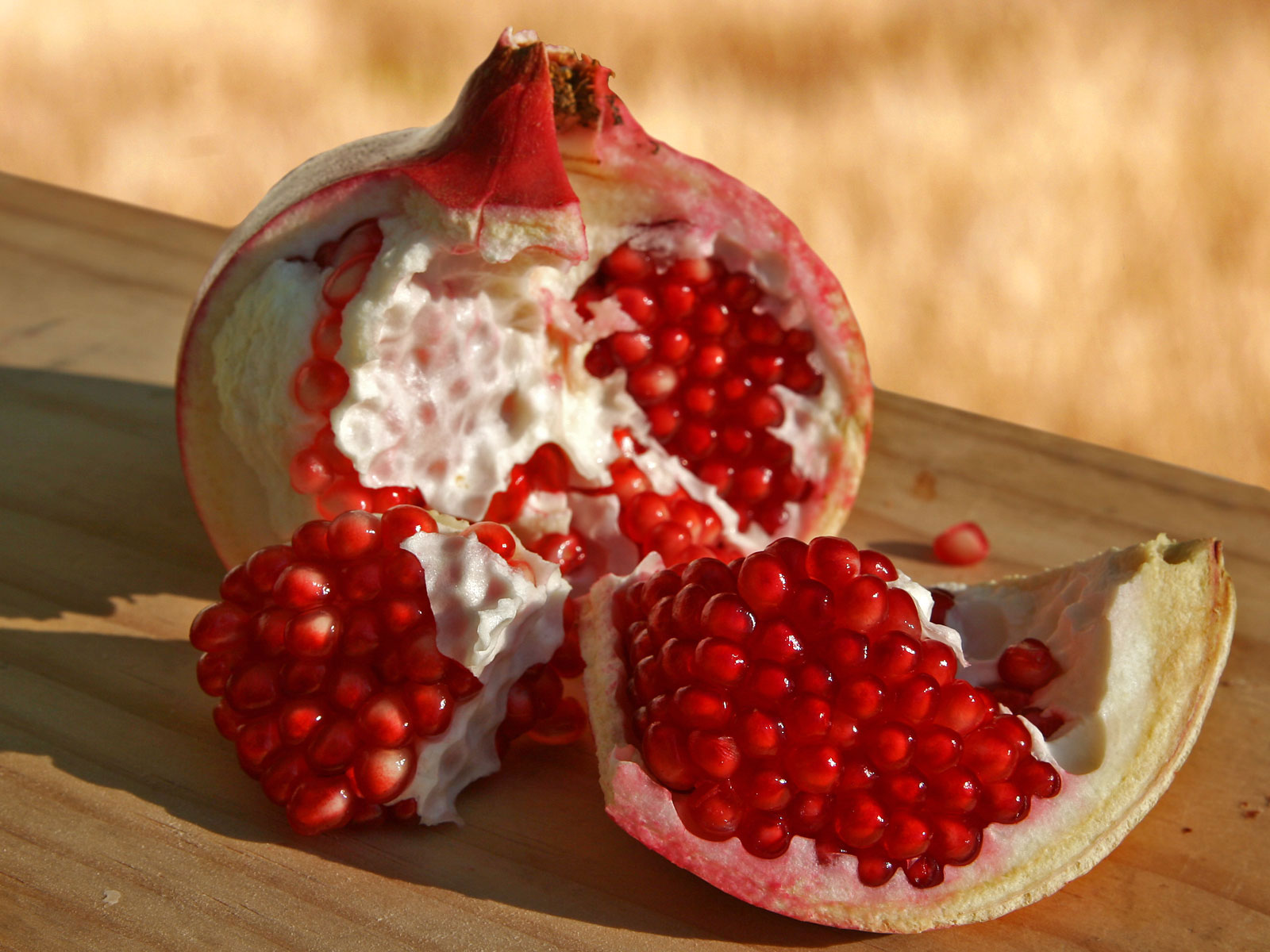
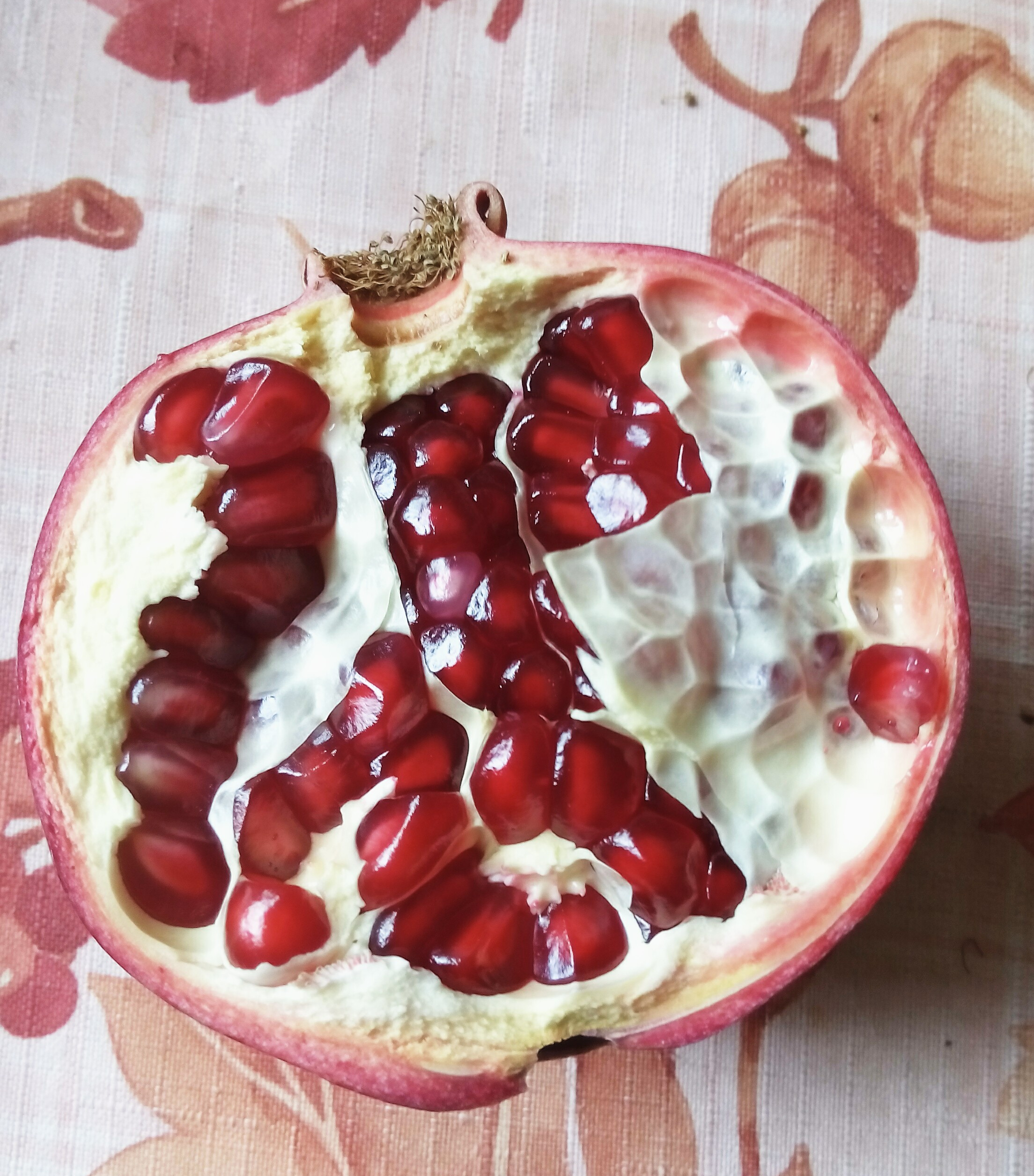
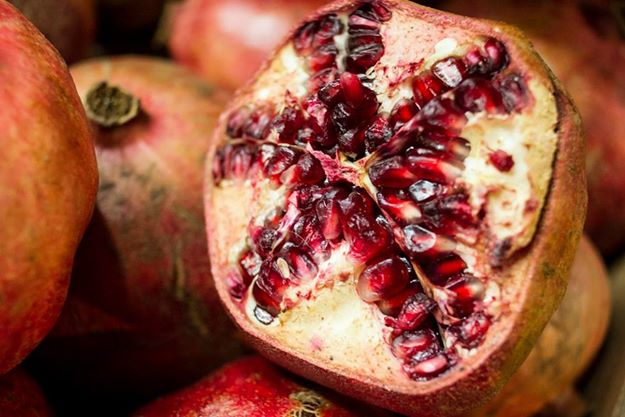
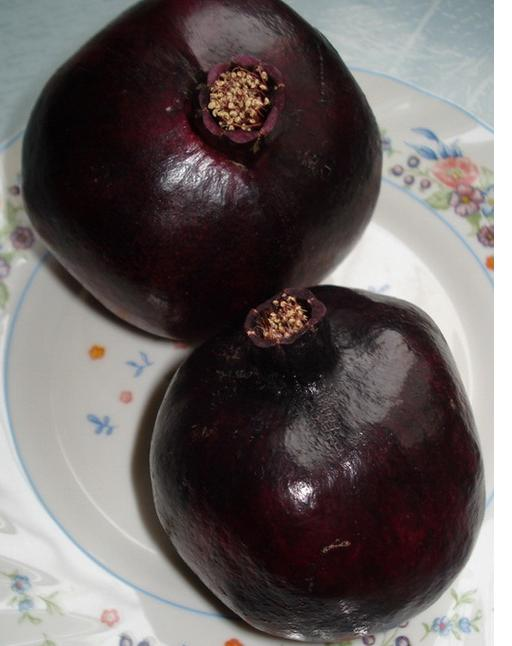
Чорний гранат з Ірану
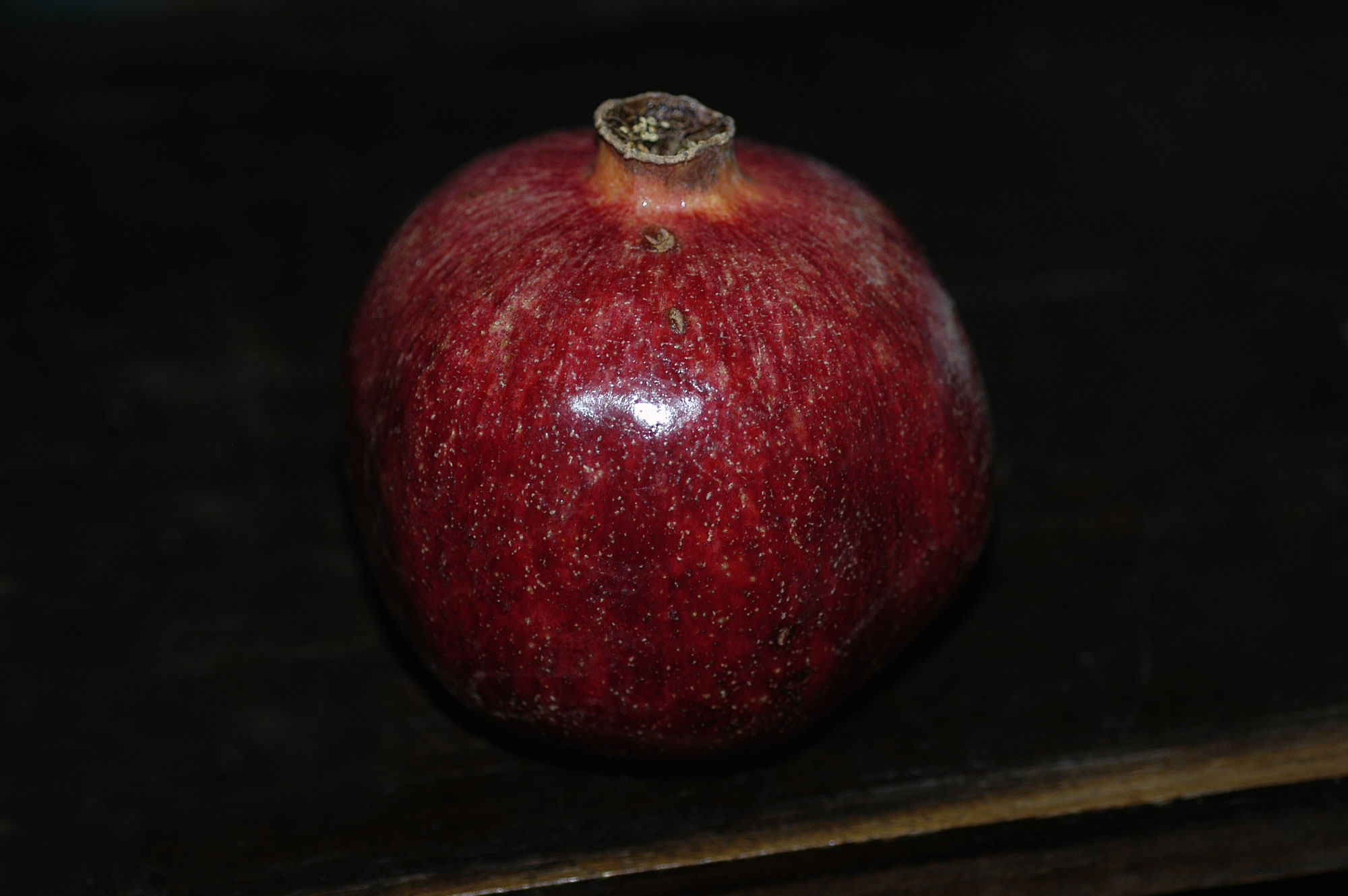
Темно-вишневий гранат
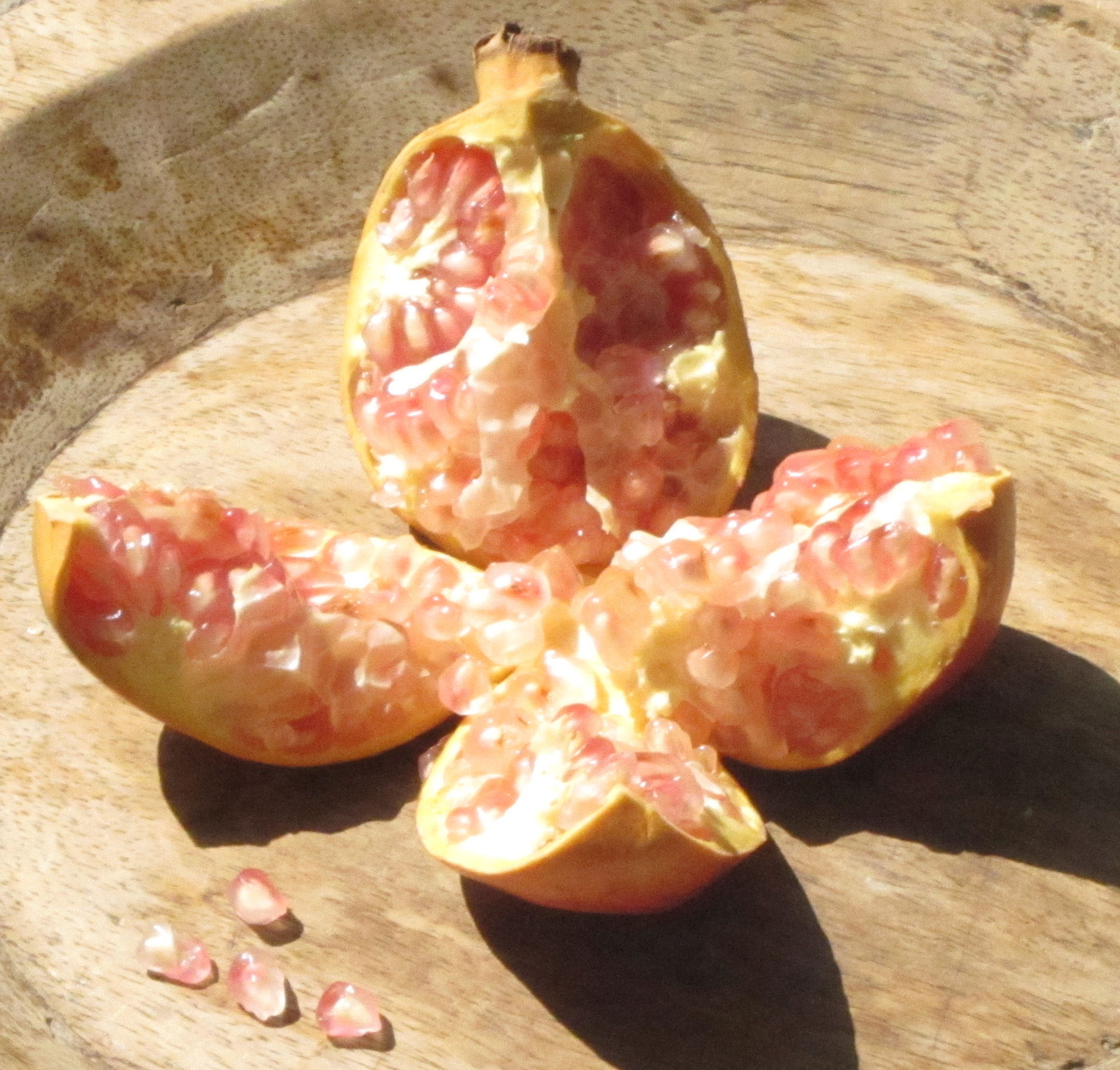
Напівпрозорий плід
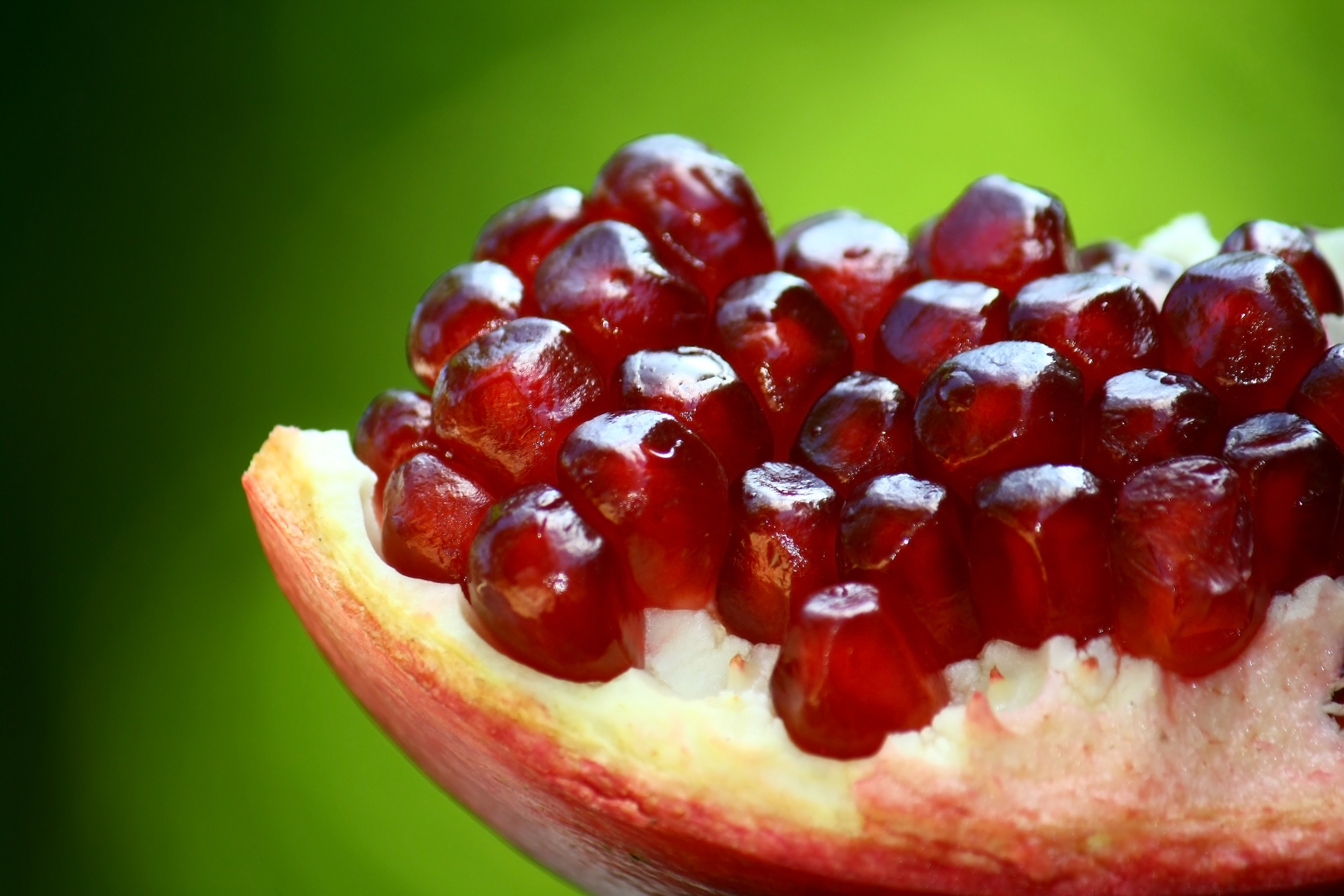
Гранат з Індії

### Страви

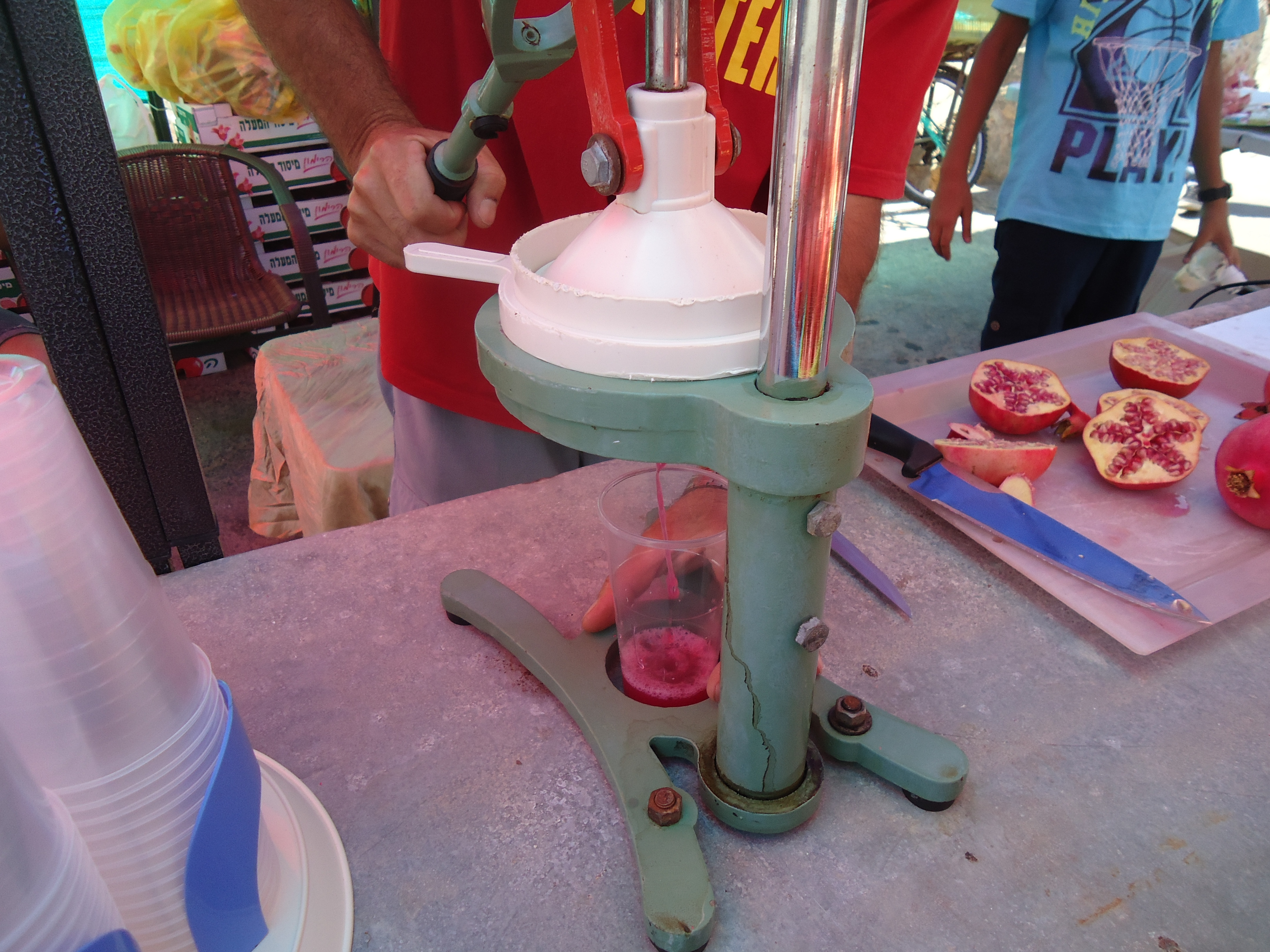
Виробництво соку в Ізраїлі на вулиці
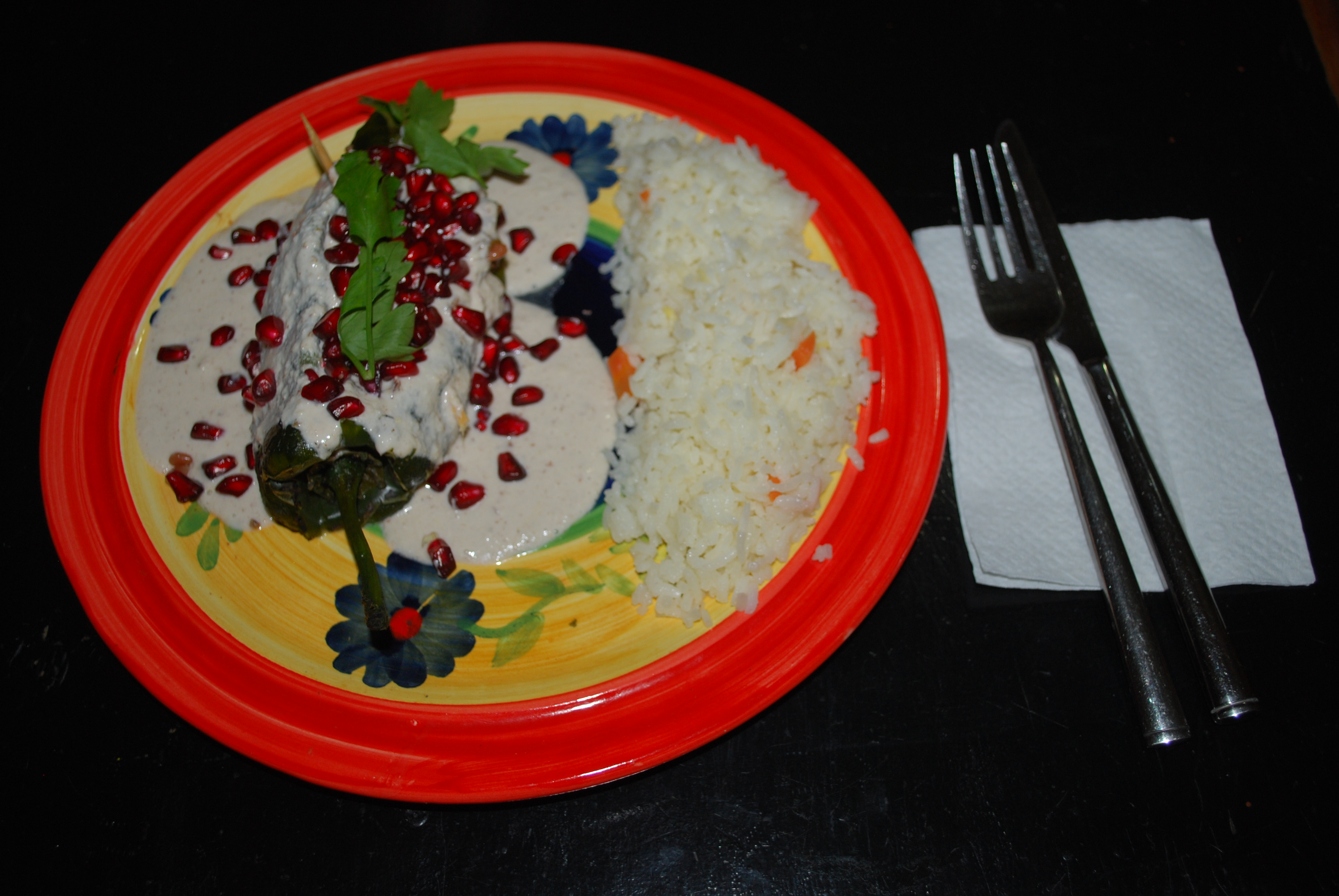
Мексиканська гостра страва chile en nogada - фарширований перець із гранатом
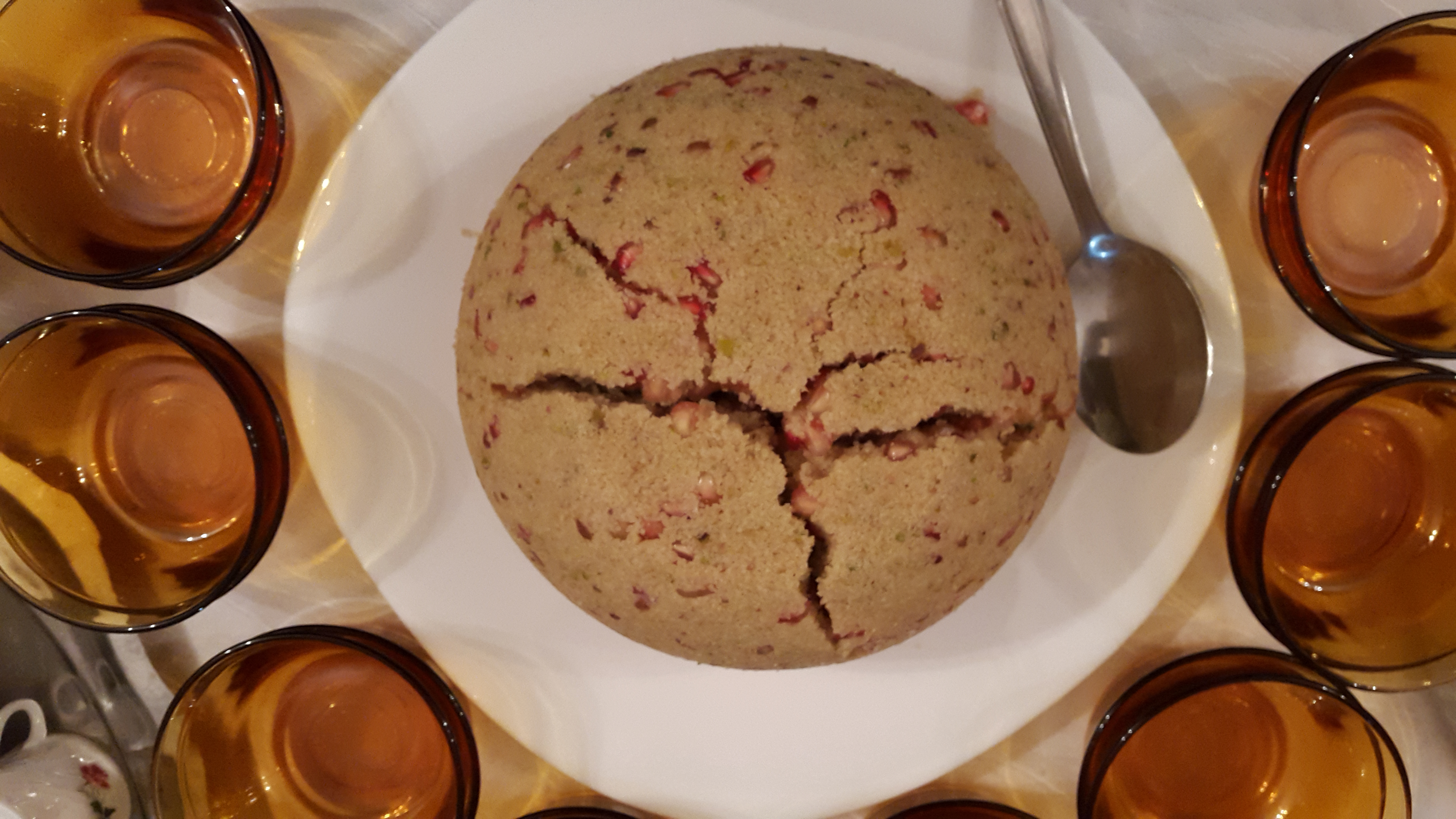
Кекс з гранатом (Туніс)
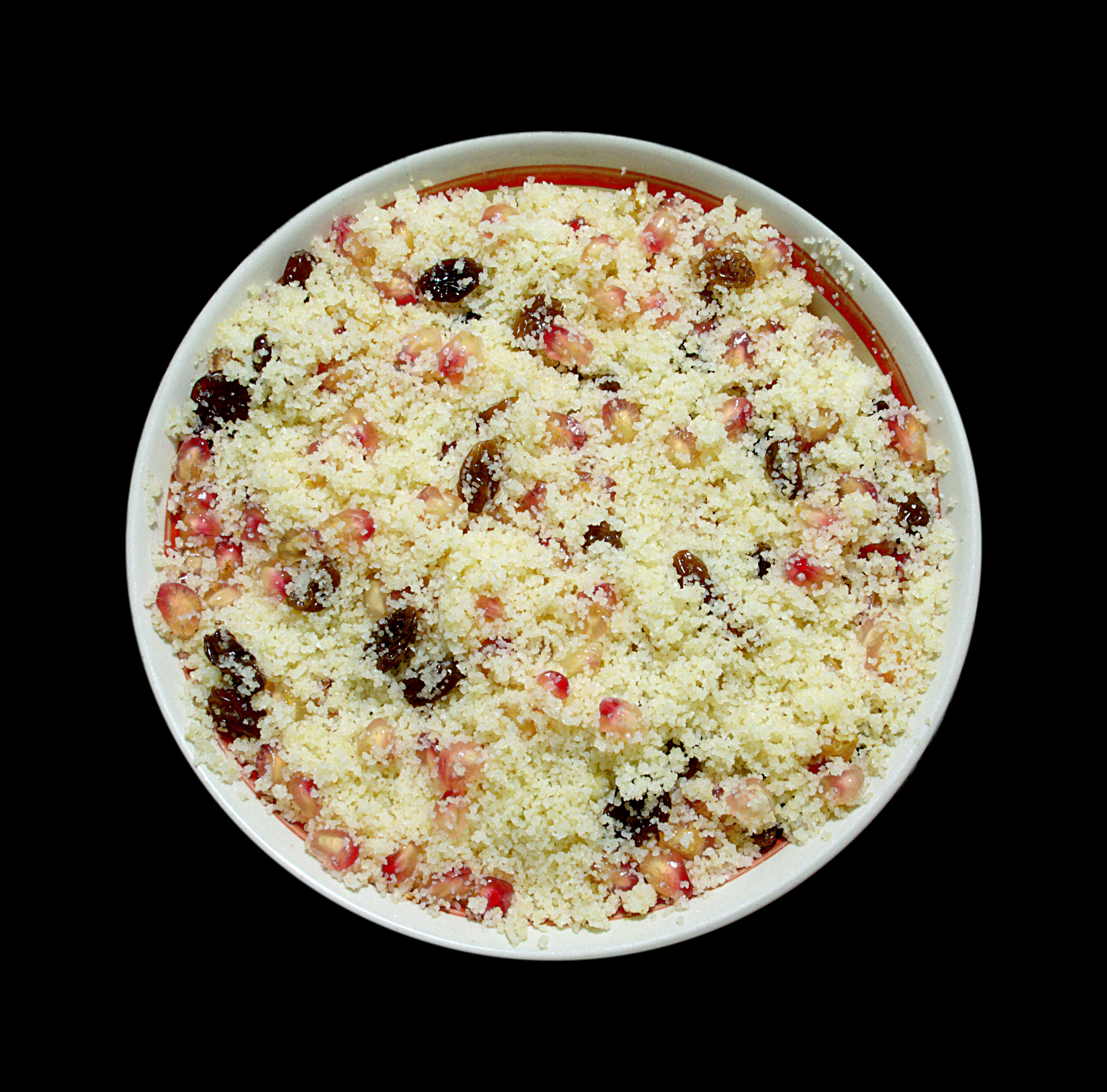
Кускус із гранатом (Туніс)
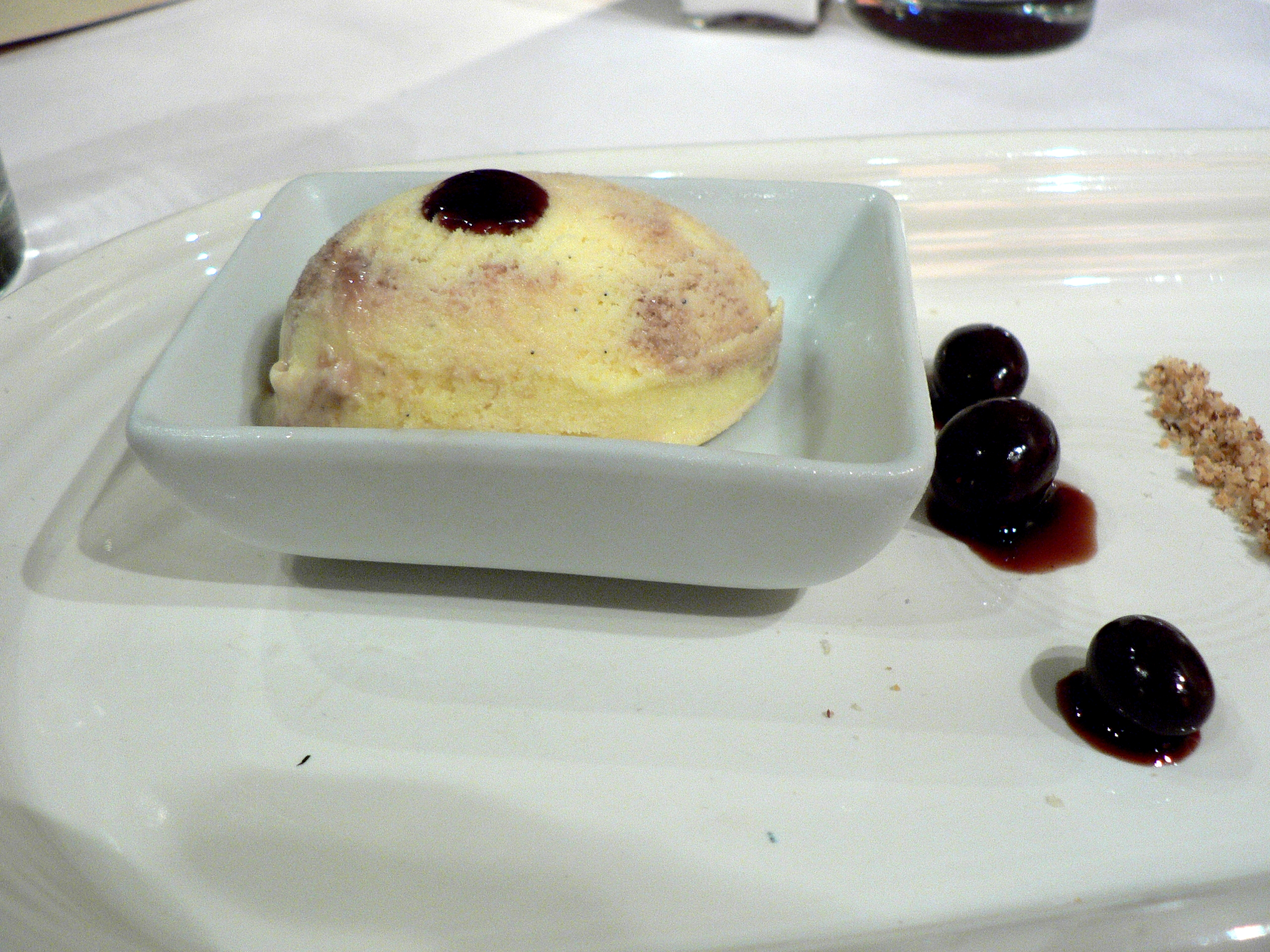
Морозиво з гранатом
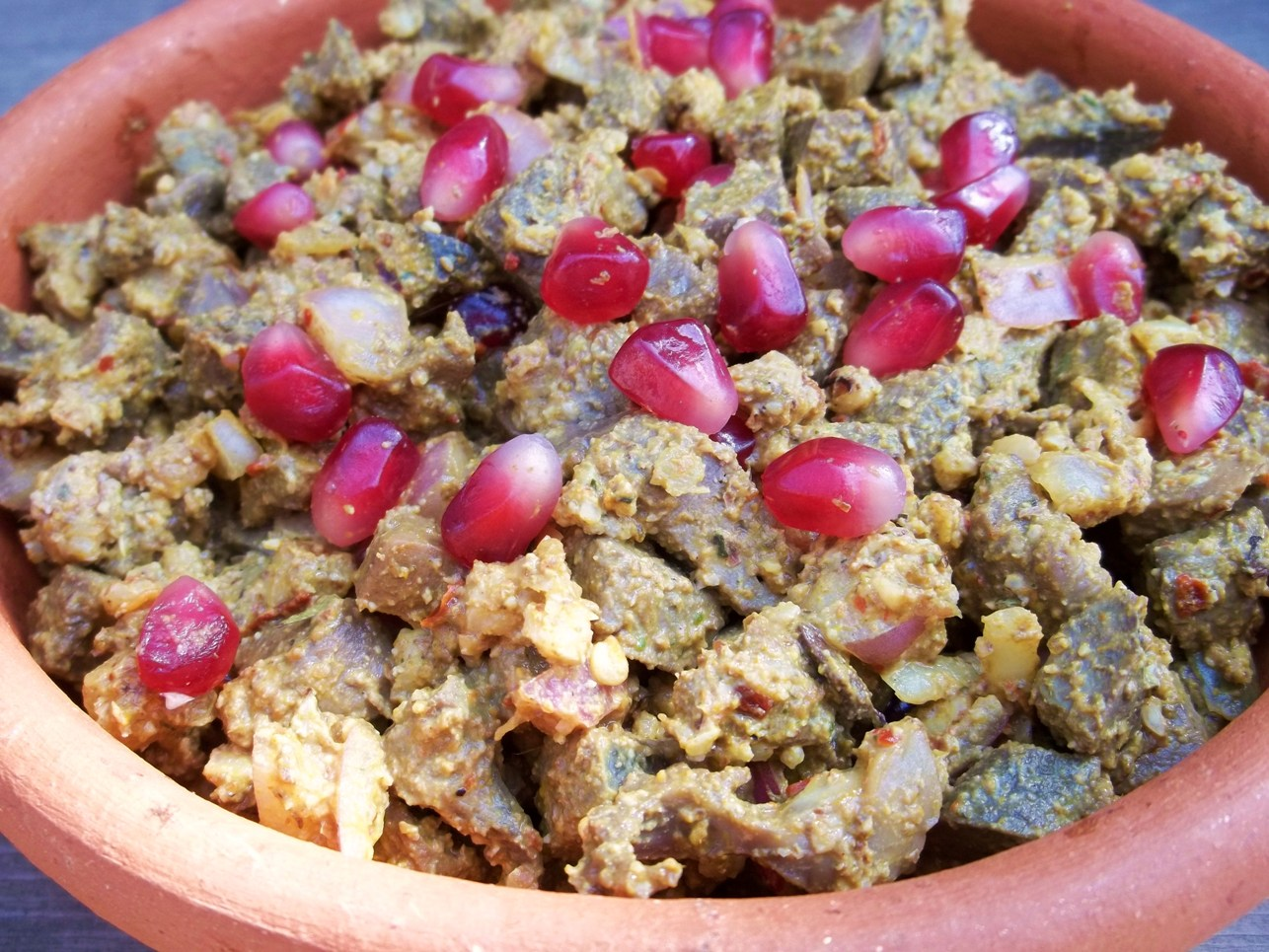
Кучмачі
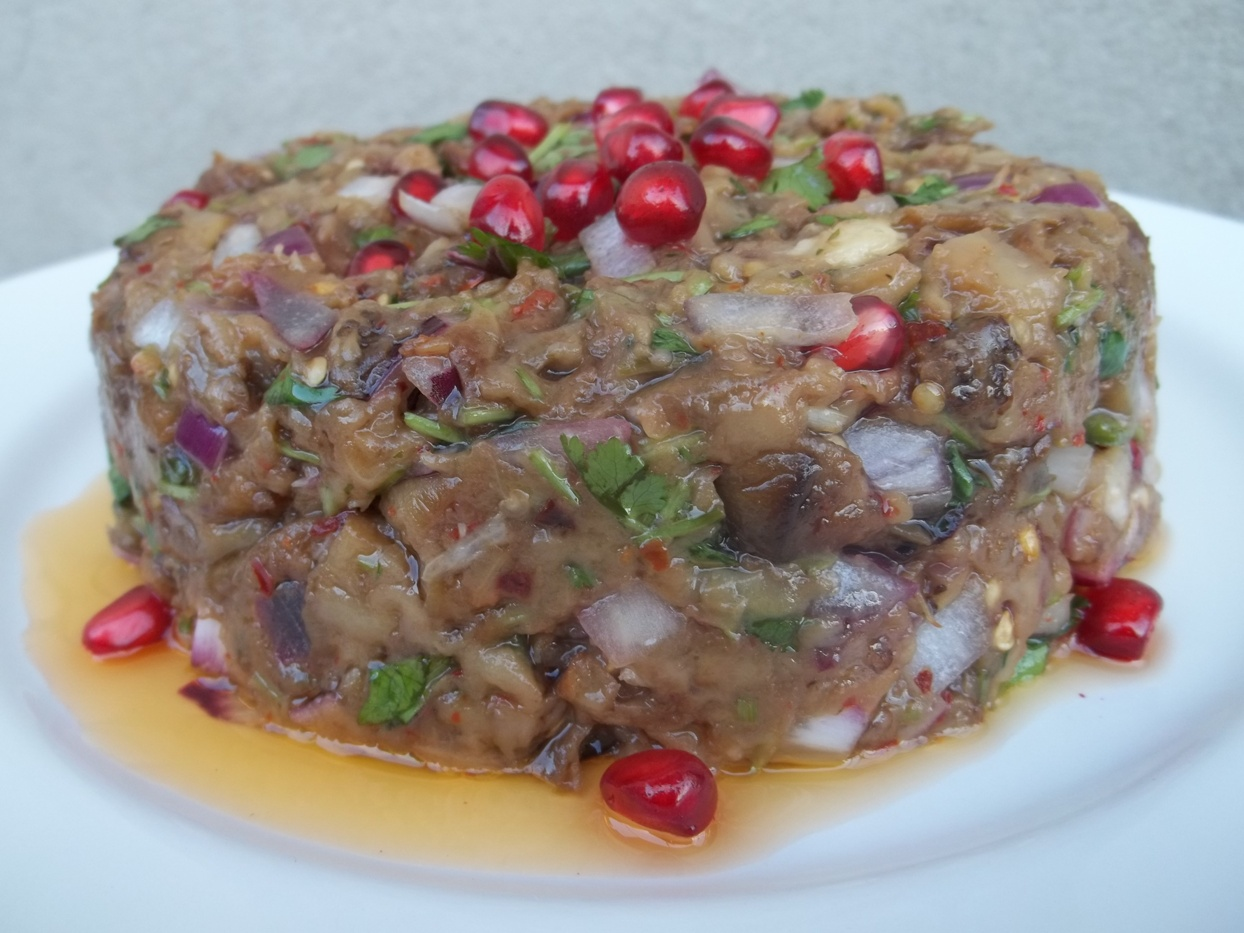
Бадріджані, грузинська баклажанна ікра з гранатами
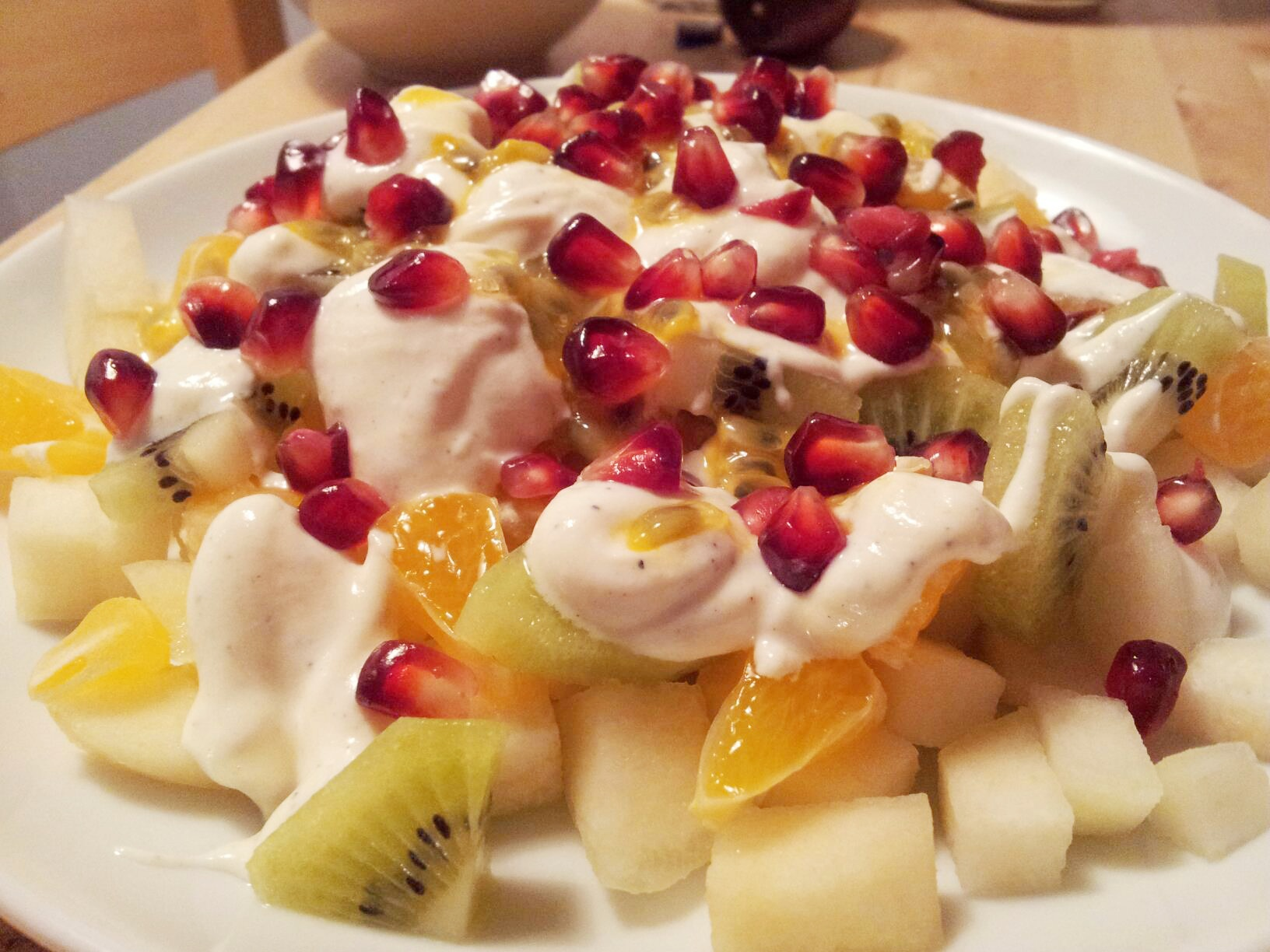
Фруктовий салат, Швеція
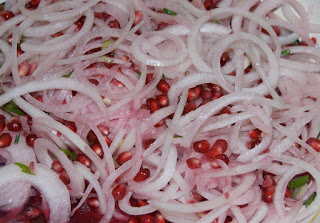
Цибулевий салат з гранатом, Узбекистан
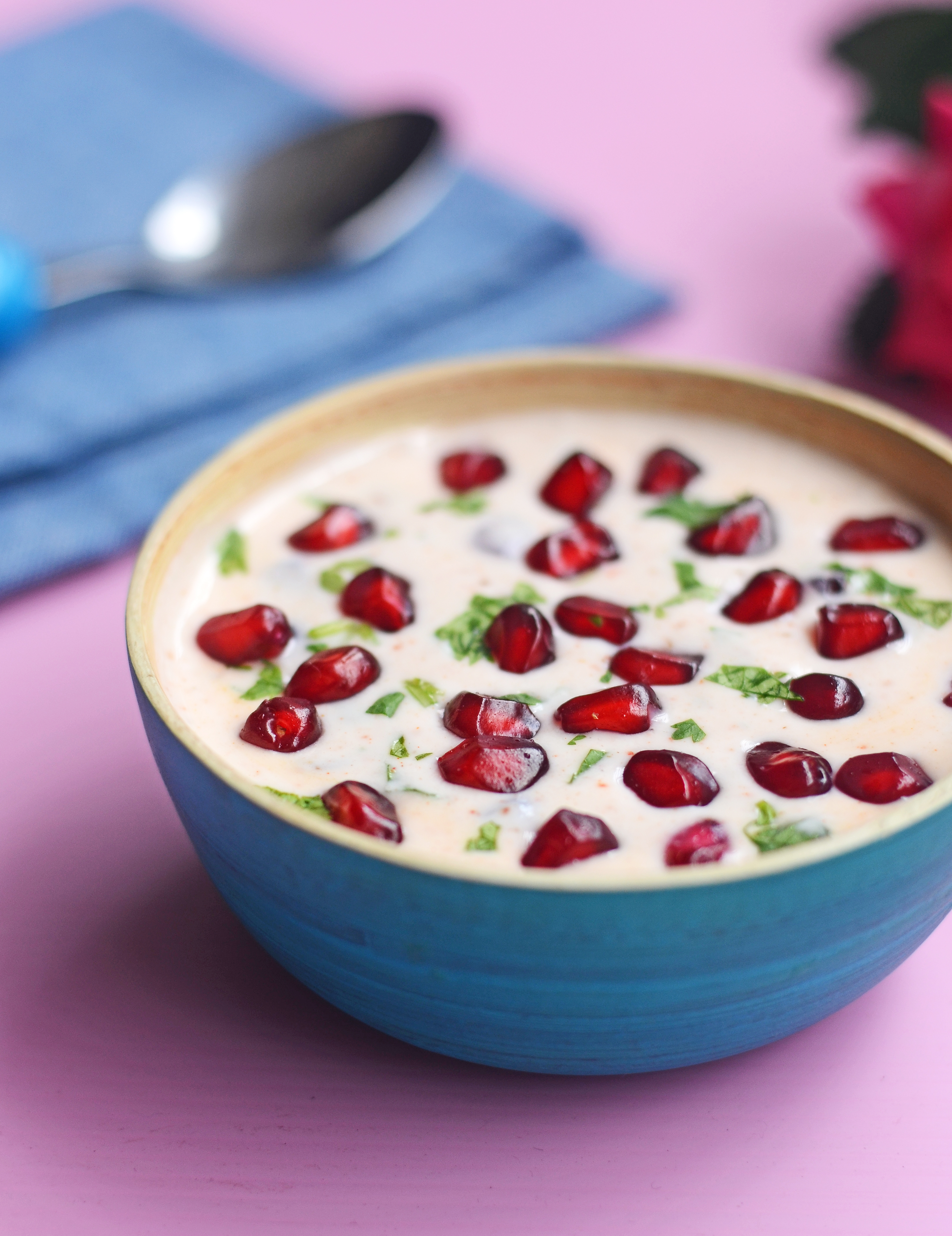
Гранатова раіта